# 富士フイルムのデジタルカメラ製品一覧
富士フイルムのデジタルカメラ製品一覧（ふじフイルムのカメラせいひん）は富士フイルムの開発、発売したデジタルカメラ製品の一覧。デジタルカメラ以外のカメラ製品（フィルムカメラ、インスタントカメラ、8ミリムービーカメラ）については、富士フイルムのカメラ製品一覧、写ルンです、インスタントカメラ・チェキを参照のこと。

## フジックス/フジフイルムDSシリーズ
デジタルカメラの初期の頃に存在したシリーズ。
- フジックスDS-1P（1988年発表） - メモリーカードにデジタル記録を行う世界初のデジタルカメラ。
- フジックスDS-X（1989年発売） - 世界初の量産デジタルカメラ。130万円。
- フジックスDS-100（1991年発売）- 世界初の、三倍ズームの一眼レフデジタルカメラ。
- フジックスDS-200F（1993年発売） - フラッシュメモリーを初めて採用した。
- フジフイルムDS-220A（1995年12月発売） - \148,000で発売された普及版デジタルカメラ。0.35メガピクセル。レンズは5.5mm/11mm。記録媒体はPCMCIA/ATAタイプII準拠のPCカードで撮影可能枚数は5MBカード装着時ファインモード29枚、ノーマルモード57枚、ベーシックモード104枚。
- フジックスDS-505（1995年9月発売） - ニコンと共同開発を行った一眼レフカメラ。ニコンFマウント、縮小光学系により24×36mm（ライカ）判と同じ焦点距離/画角感覚で使用できる。ニコンからもニコンE2として販売された。1.3メガピクセル。110万円。
- フジックスDS-515（1995年9月発売） - フジックスDS-505の連写性能を向上したモデル。ニコンからもニコンE2sとして販売された。140万円。
- フジックスDS-505A（1996年9月発売） - ニコンからもニコンE2Nとして販売された。1.3メガピクセル。記録媒体はPCMCIA/ATAタイプI/II準拠のPCカードで撮影可能枚数は15MBカード装着時ハイモード5枚、ファインモード21枚、ノーマルモード43枚、ベーシックモード84枚。89万円。
- フジックスDS-515A（1996年11月発売） - フジックスDS-505Aに秒3駒、最大5コマの連写機能を追加した。ニコンからもニコンE2Nsとして販売された。130万円。
- フジックスDS-300（1997年4月発売） - マグネシウム製ボディを採用した。1.4メガピクセル。装着レンズは9群9枚9-27mmF3.6-5.6。
- フジックスDS-560（1998年6月発売） - ニコンからもニコンE3として販売された。1.4メガピクセル。記録媒体は PCMCIA/ATAタイプI/II準拠のPCカードで撮影可能枚数は15MBカード装着時ハイモード5枚、ファインモード21枚、ノーマルモード43 枚、ベーシックモード84枚。ISO800、1600、3200相当。77万円。
- フジックスDS-565（1998年6月発売） - ニコンからもニコンE3sとして販売された。フジックスDS-560に秒3駒、最大12コマの連写機能を追加した。98万円。

## クリップイットシリーズ

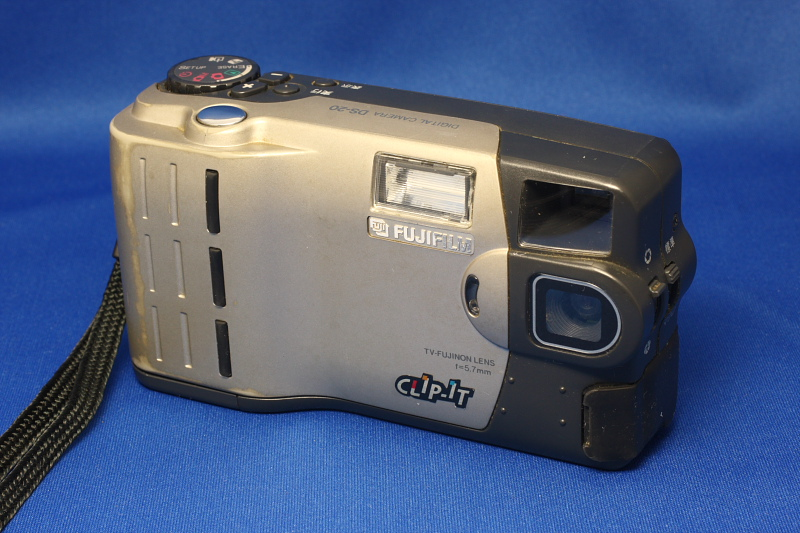
クリップイットDS-20

カシオの「QV-10」に対抗する形で発売された低価格機。世界初のスマートメディア搭載機でもある。全7機種が発売され、それ以降は低価格機種もFinePixシリーズに名称統一された。
- クリップイットDS-7（1996年7月発売）[1][2]
- クリップイットDS-8（1996年11月発売） - クリップイットDS-7に高画質ファインモードなどを追加した高画質の上位版[3][4]。
- クリップイットDS-10（1997年5月発売）[5] - クリップイットDS-20から液晶モニターを省略した普及機。電源は単3×2本。装着レンズは5.7mmF3.1。
- クリップイットDS-20（1997年6月発売） - 標準機。液晶モニターは1.8in。
- クリップイットDS-10S（1997年9月発売）[6] - クリップイットDS-10外装を青色透明プラスチックにしたシースルーモデル。
- クリップイットDS-30（1997年11月発売） - クリップイットDS-20に光学3倍ズーム、オートフォーカス機構等を搭載した上級版。液晶モニターは2inに大型化された。装着レンズは3.3-9.9mmF2.4-3.3。
- クリップイット80（1998年10月発売）

## FinePixシリーズ
2001年頃までに発売されたモデルは型番がアルファベットではなく数字で始まり、ズーム付きモデルは末尾に「Z」がつけられていた。スマートメディア対応。
それ以降は名称の付け方が代わり、カメラの名前のFinePixの後に続くアルファベット一文字でおおまかな種別を表すようになった。発売当初はスマートメディア対応であったが2002年秋以降xDピクチャーカード対応に変わり、2006年後半頃からSDメモリーカードとの両対応となった。2008年以降の機種では、SD/SDHCカードのみ対応の機種も登場している。大きな特徴として、スーパーCCDハニカム及びEXR-CMOSと呼ばれる撮像素子を採用しているモデルが用意されている。

### 2001年頃以前
4桁機の上1桁は画素数（メガピクセル単位）を表す（スーパーCCDハニカム搭載機は補完後の画素数）。

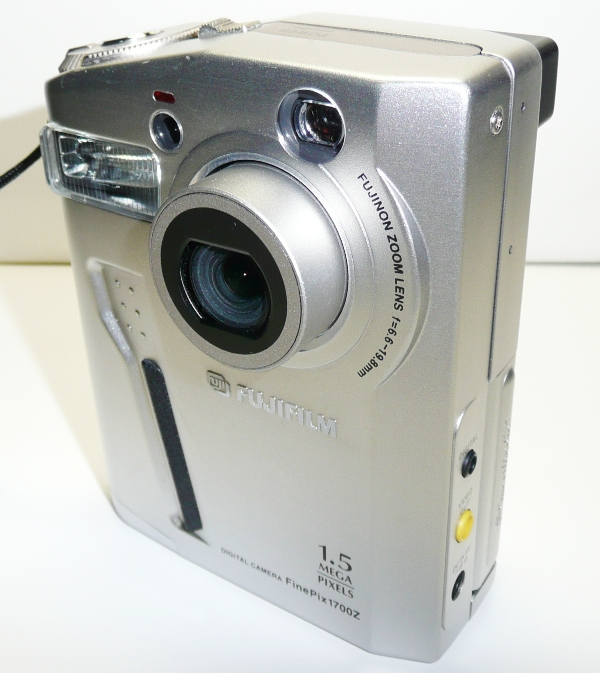
FinePix 1700Z

- FinePix700（1998年3月発売） - FinePixシリーズ初のカメラ。10万円を切る大型撮像素子1/2.0型CCD搭載の1.5メガピクセル機として市場投入された。価格・性能とともに斬新なデザイン、そして高品位なアルミニウム外装が評判となり、デジタルカメラ業界での富士フイルムのシェアを引き上げた。
- FinePix500 (1998年7月発売) - 横型ボディで、｢普及価格｣として登場。レンズ前方にスライド式のレンズカバーを備える。
- FinePix2700（1999年3月発売）  - 縦型ボディで、富士のデジタルカメラとして唯一グッドデザイン金賞を受賞している。撮像素子は1/2型CCD。
- FinePix1500（1999年6月発売） - メガピクセルクラスとしては当時、世界最小・最軽量を実現。DPOF対応。撮像素子は1/2.2型CCD。
- FinePix2900Z（1999年6月発売） - 光学3倍ズームレンズを搭載する上位機。撮像素子は1/2型CCD。
- FinePix1700Z（1999年9月発売） - 縦型ボディの3倍ズーム機。撮像素子は1/2.2型CCD。
- FinePix1200（1999年11月発売） - パンフォーカスレンズのエントリー機。撮像素子は1/2.7型CCD。
- FinePix PR21（1999年11月発売） - 愛称「プリンカム」。「チェキ」のインスタントカラーフィルムを使用する世界初のプリンター搭載デジタルカメラ。なお、18年後の2017年には同一コンセプトと言えるInstax SQUARE SQ10（後述参照）が発売されている。撮像素子は1/2型CCD。
- FinePix4700Z（2000年3月発売） - 初めてスーパーCCDハニカムが搭載されたデジタルカメラである。縦型ボディで、撮像素子は1/1.7型。2018年に国立科学博物館の重要科学技術史資料に登録[7]。
- FinePix1400Z（2000年3月発売） - 横型ボディのエントリーズーム機。撮像素子は1/2.7型CCD。
- FinePix40i（2000年7月発売） - スクエアなデザインの小型軽量モデル。オーディオ機能を搭載し、スマートメディアに記録したMP3ファイルを再生することができた。撮像素子は1/1.7型スーパーCCDハニカム。
- FinePix S1 Pro（2000年7月発売） - 撮像素子は横23.3mm×縦15.6mmのスーパーCCDハニカム。総画素数：ハニカム配列340万画素､ 記録画素数：ハニカム信号処理最大613万画素としたプロスペックのレンズ交換式一眼レフモデル。
- FinePix4900Z（2000年9月発売） - 開放F値2.8～3.1のF値変動が小さく明るい大口径の光学6倍ズームレンズを搭載。撮像素子は1/1.7型スーパーCCDハニカム。
- FinePix1300（2000年10月発売） - FinePix1200の後継機。撮像素子は1/2.7型CCD。
- FinePix4500（2000年10月発売） - FinePix40iからMP3オーディオ機能を削除したモデルであるが、本体デザインはリファインされている。当時としてはロングセラーとなり、2002年2月には16MBスマートメディア2枚、ニッケル水素電池2本×2セット、USBのインターフェースケーブル等が付属するFinePix4500 Plusが発売されている。撮像素子は1/1.7型スーパーCCDハニカム。
- FinePix2500Z（2000年11月発売） - FinePix1400Zの姉妹機。撮像素子は1/2.7型CCD。
- FinePix2300（2001年3月発売） - FinePix1300の姉妹機。撮像素子は1/2.7型CCD。
- FinePix6800Z（2001年3月発売） - ポルシェデザインによる斬新でスタイリッシュな縦型ボディを採用しているモデル。撮像素子は1/1.7型スーパーCCDハニカム。
- FinePix4800Z（2001年6月発売） - FinePix6800Zの姉妹機。撮像素子は1/1.7型スーパーCCDハニカム。
- FinePix6900Z（2001年6月発売） - FinePix4900Zの姉妹機。撮像素子は1/1.7型スーパーCCDハニカム。
- FinePix50i（2001年6月発売） - FinePix40iの後継機。データの転送や充電ができる「PictureCradle」が付属する。撮像素子は1/1.7型スーパーCCDハニカム。
- FinePix2800Z（2001年10月発売） - 6倍ズームレンズを搭載。撮像素子は1/2.7型CCD。
- FinePix2600Z（2001年10月発売） - FinePix2500Zの後継機。撮像素子は1/2.7型CCD。
- FinePix30i（2001年11月発売） - MP3オーディオ再生機能を搭載した、FinePix50iの廉価機と言えるモデル。撮像素子は1/2.7型CCD。

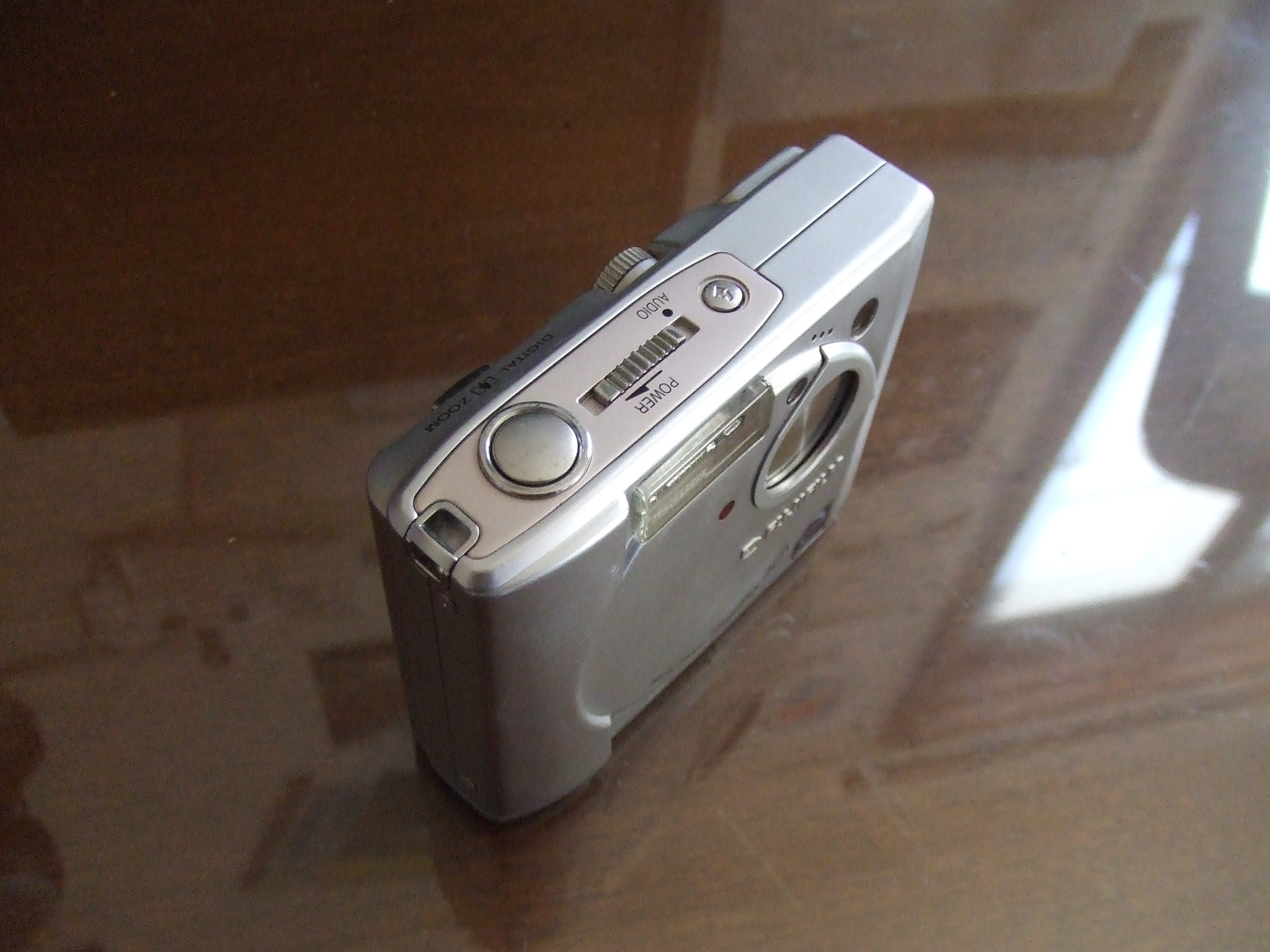
FinePix 40i 全体
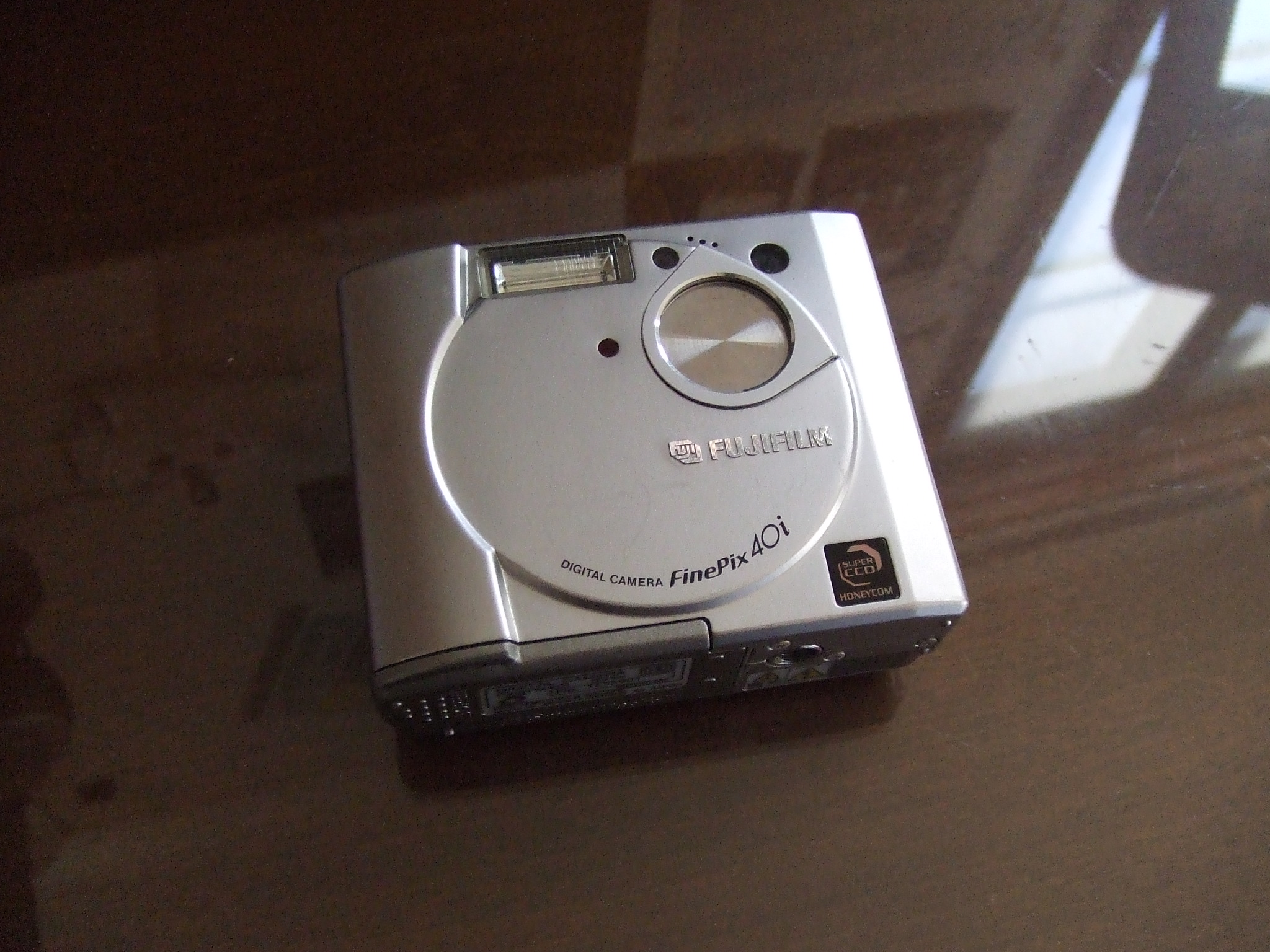
FinePix 40i 前面
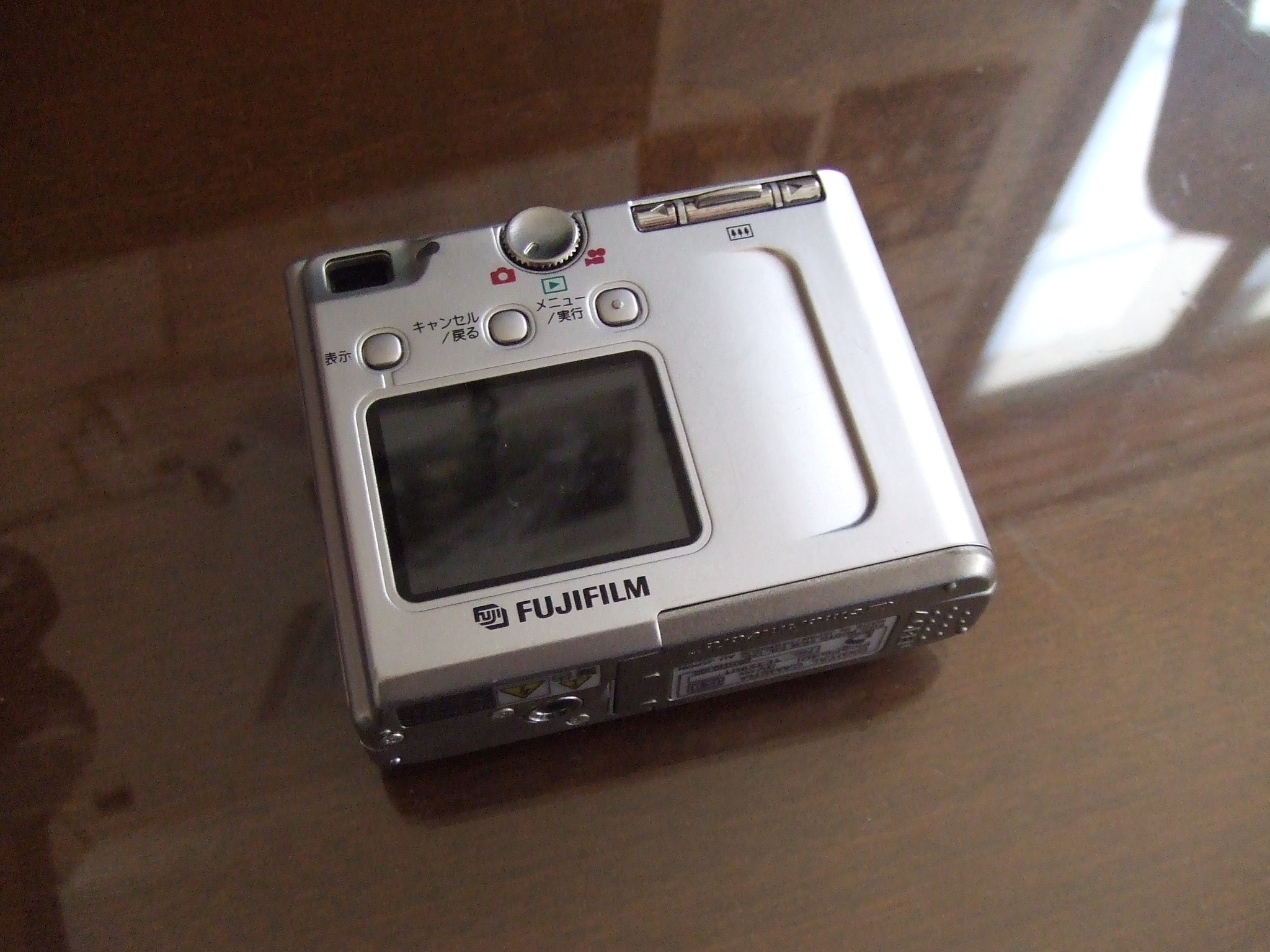
FinePix 40i 背面
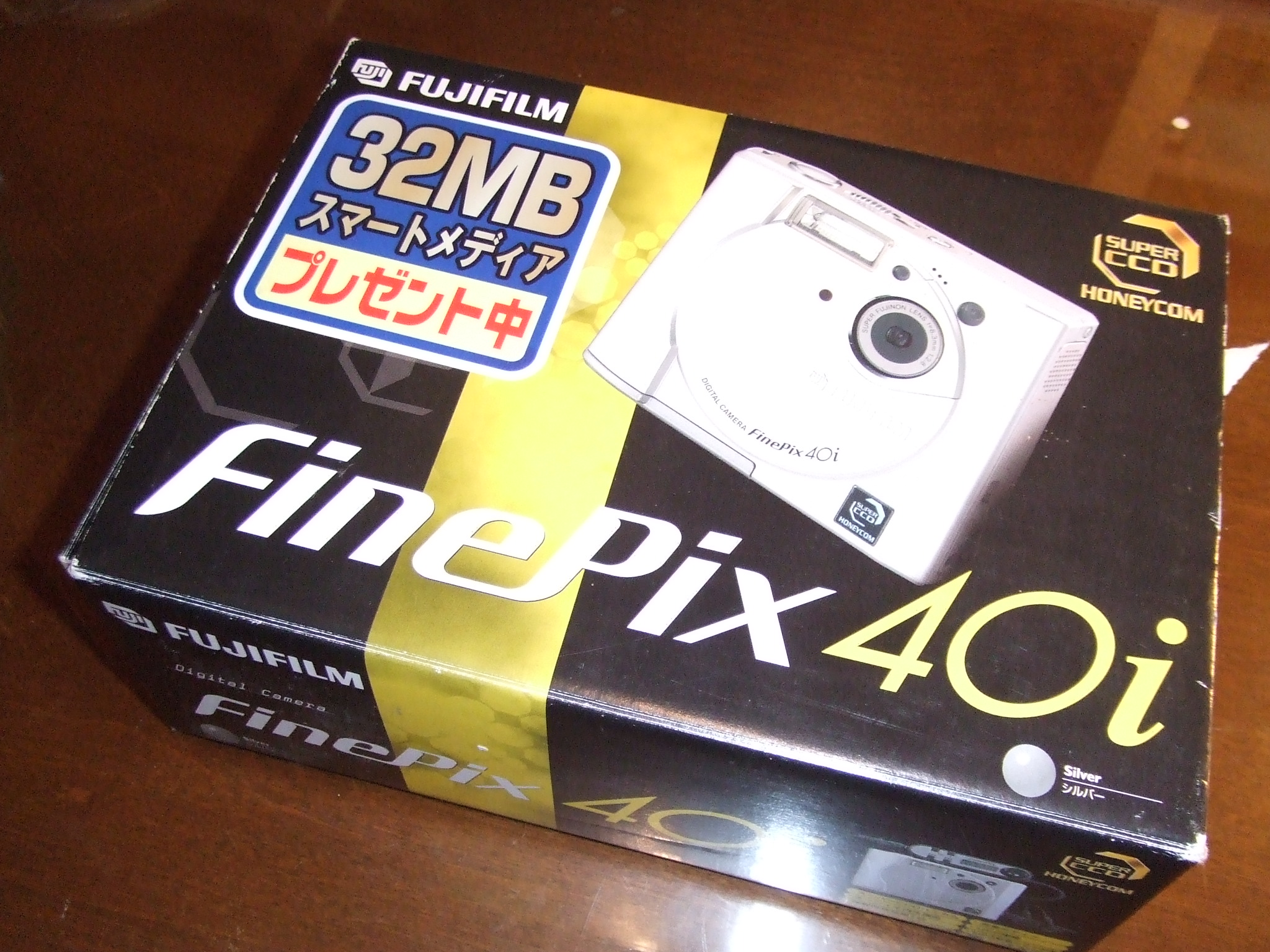
FinePix 40i 箱

### FinePix Fシリーズ
初心者向けのモデルからマニュアル露出機能付きの高機能ものまで多彩なコンパクトシリーズ。オート撮影を重視している。F60fdまでの品番にfdと付く機種とF200EXR以降は「顔キレイナビ」（顔認識機能）が付いている。
- FinePix F601（2002年2月発売） - 縦型ボディモデル。画素加算信号処理技術により1メガピクセル記録時に最高感度ISO1600を実現。撮像素子は1/1.7型スーパーCCDハニカムIII。
- FinePix F401（2002年6月発売） - これまでの縦型ボディからスクエアボディへと小型化・進化し、国内市場で長くベストセラーの座をキープした。撮像素子は1/2.7型スーパーCCDハニカムIII。

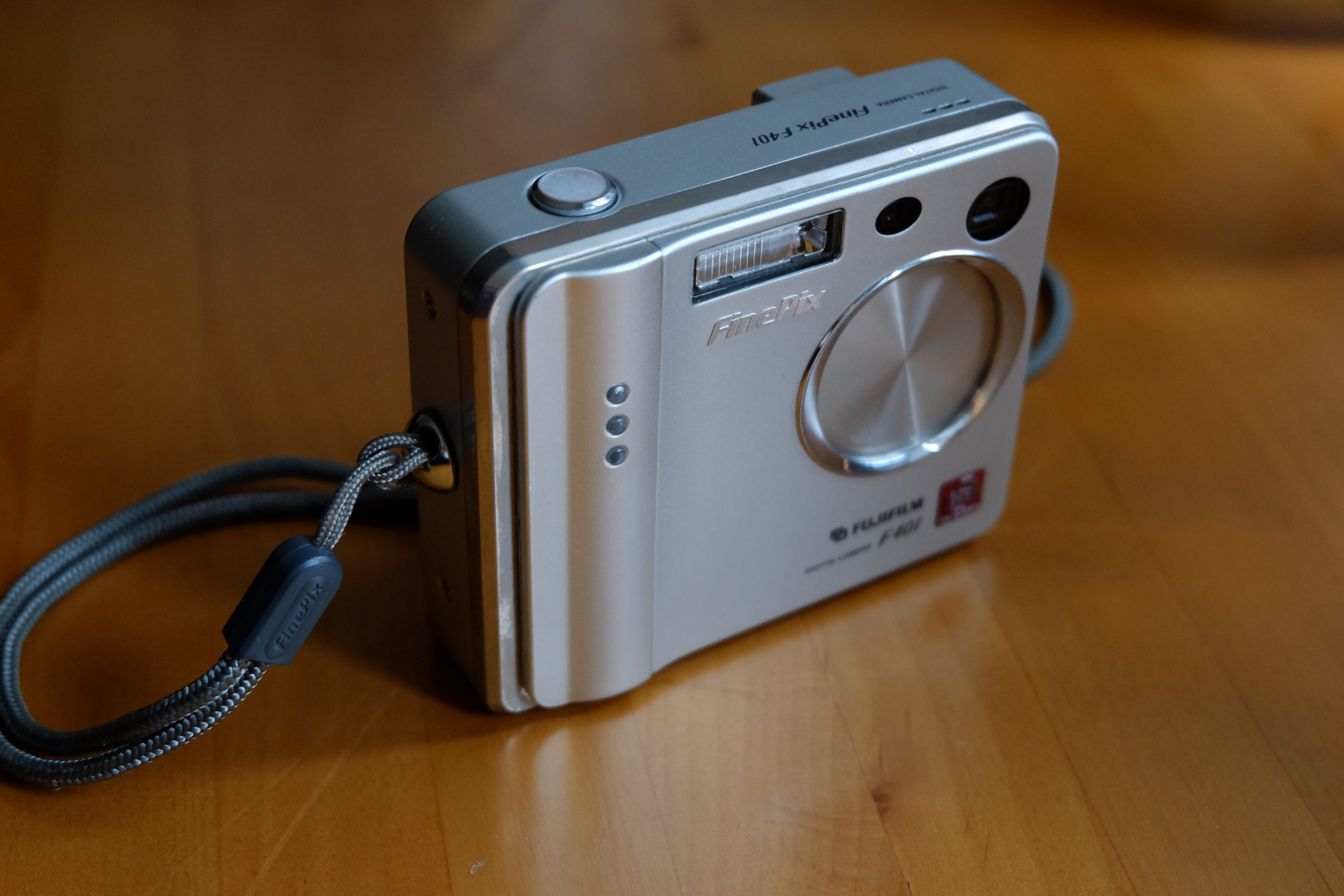
FinePix F401 全体
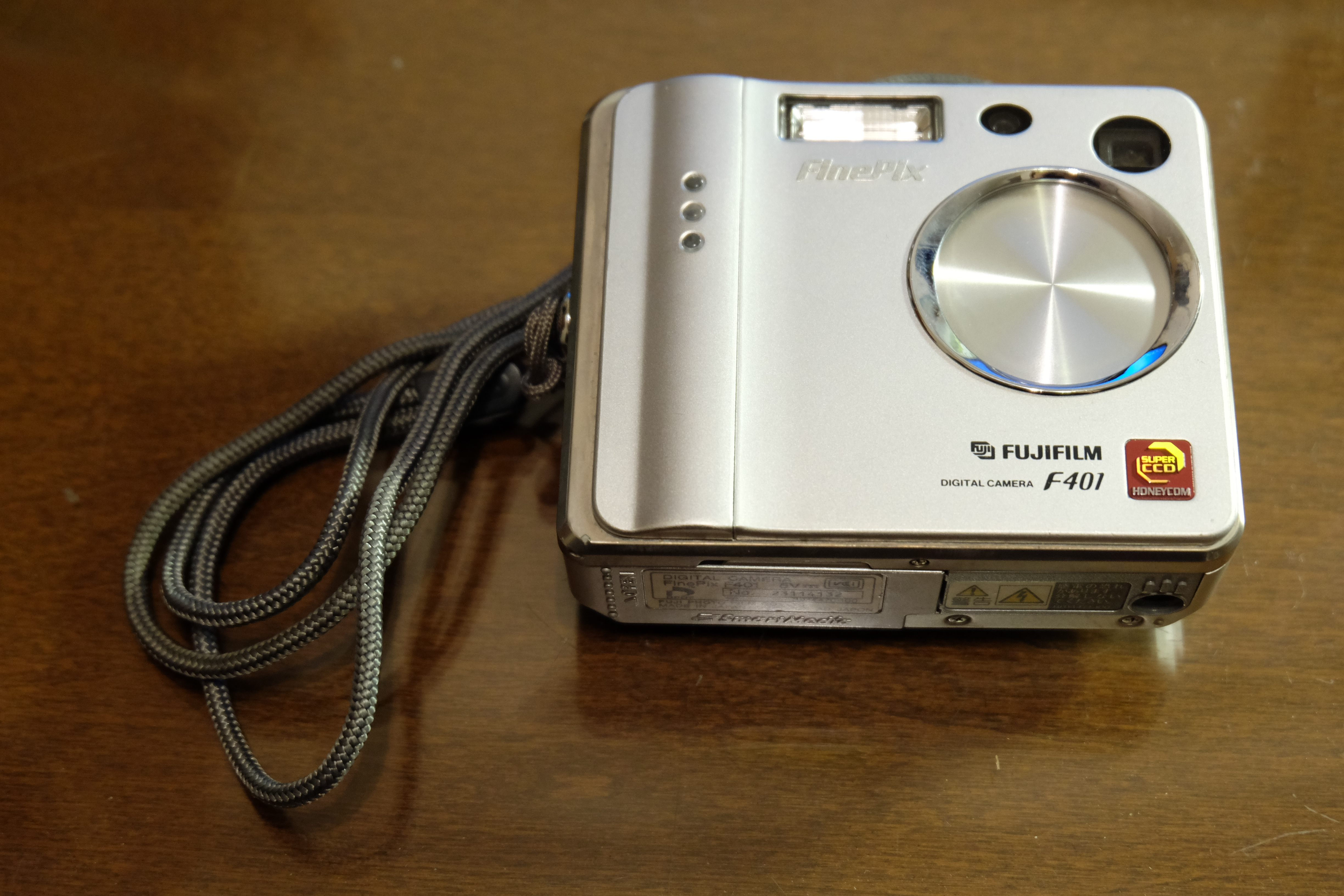
FinePix F401 前面
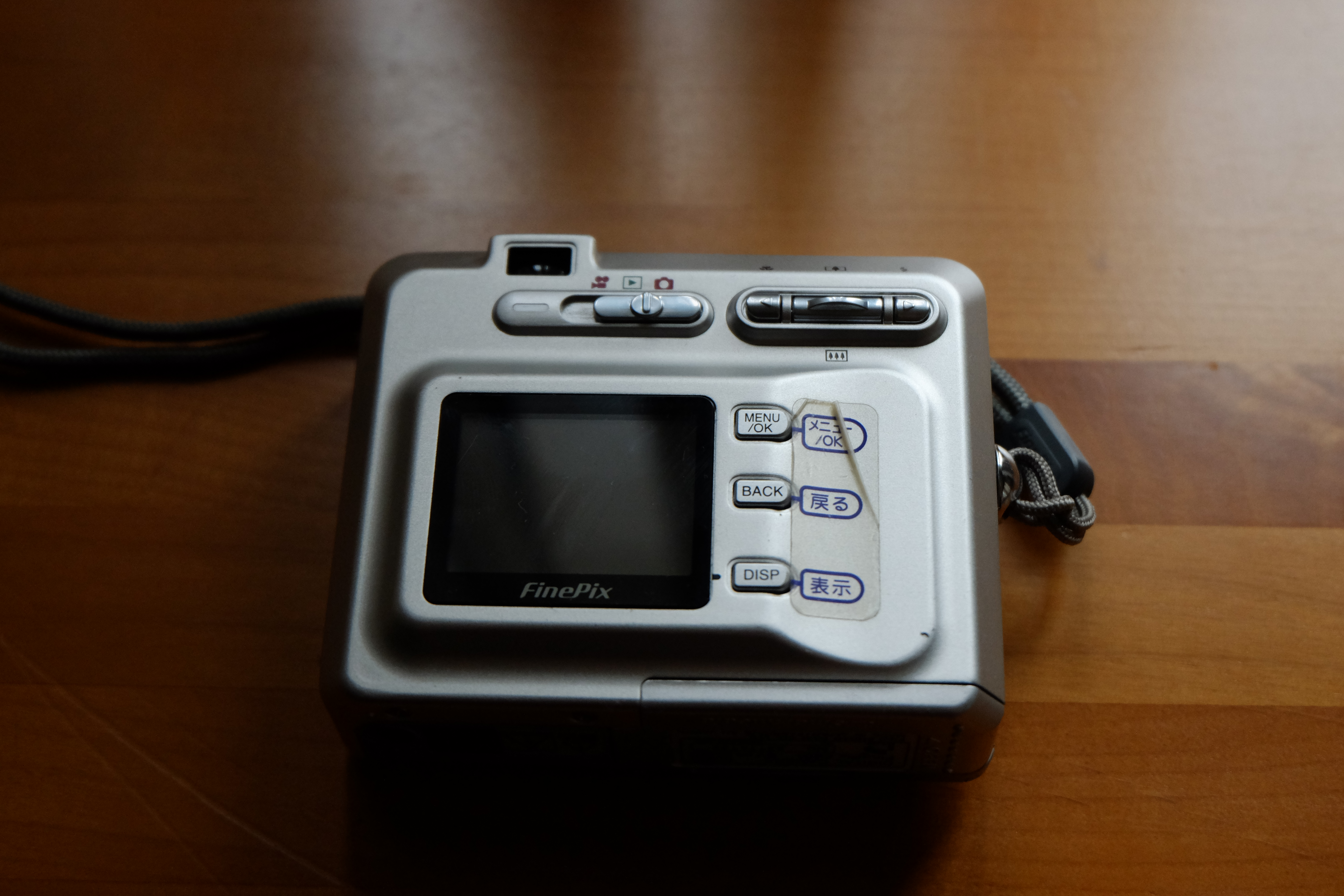
FinePix F401 背面 液晶は今ほど大きくない ファインダーが付いている
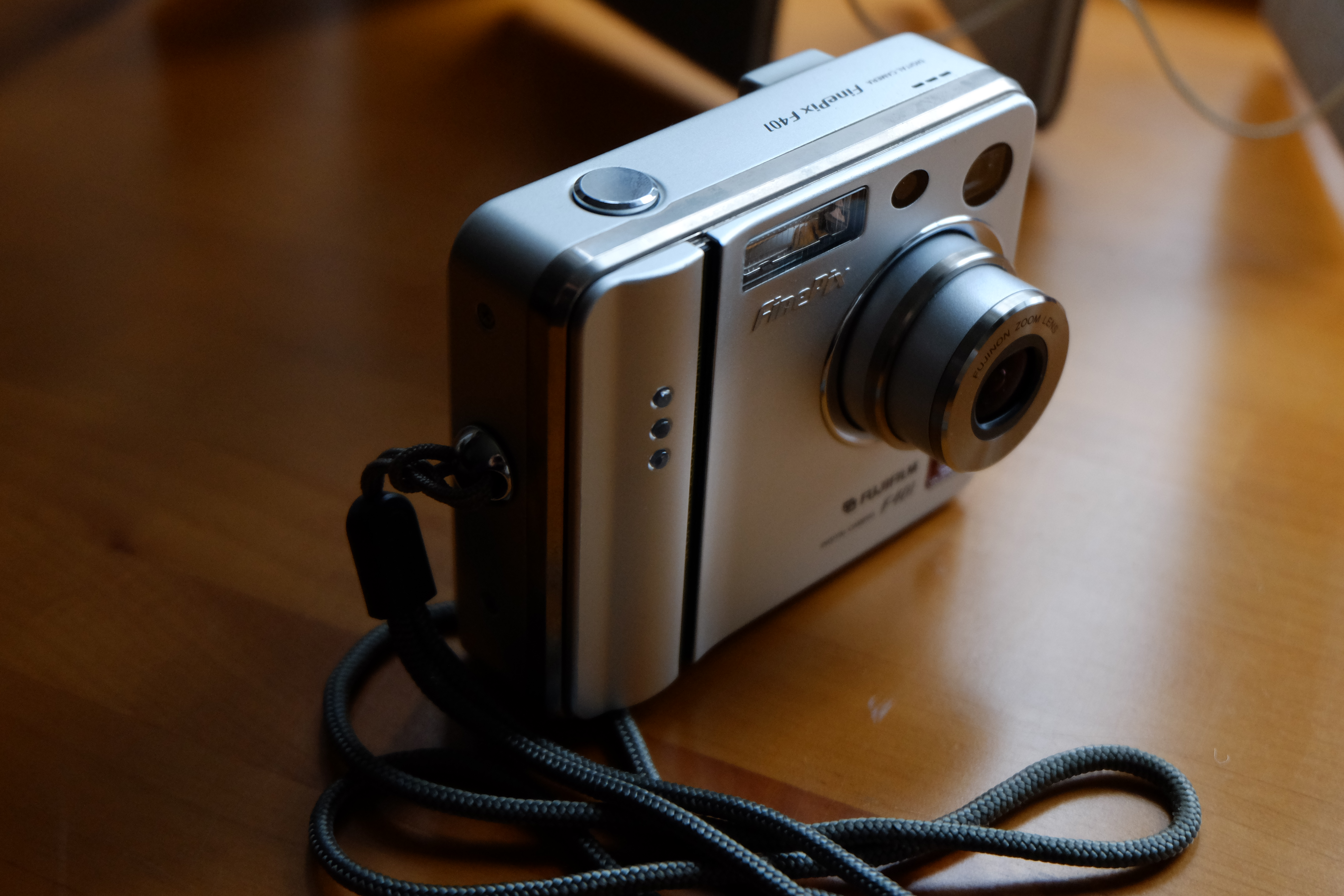
FinePix F401 横の部分をスライドさせると電源が入るギミック 青いラインが出てくる

- FinePix F402（2002年10月発売） - 撮像素子に1/2.7型スーパーCCDハニカムIIIを搭載。薄型スクエアボディの単焦点レンズ機。
- FinePix F410（2003年3月発売） - 撮像素子に1/2.7型スーパーCCDハニカムIV HRを搭載。F401の後継機。
- FinePix F700（2003年9月発売） - 撮像素子に1/1.7型スーパーCCDハニカムIV SR搭載機。2003年2月に「2003年5月上旬に発売」と発表されたが、その後発売が大幅に遅れたため話題となった。
- FinePix F420（2003年11月発売） - 撮像素子に1/2.7型スーパーCCDハニカムIV HRを搭載。
- FinePix F610（2004年1月発売） - FinePix700から続く縦型ボディモデルとしては当機種が最後となる。スーパーCCDハニカムIV HRを搭載し、有効画素数630万画素、最大記録画素数1230万画素を実現した。撮像素子は1/1.7型。
- FinePix F710（2004年2月発売） - 世界初のアスペクト比16:9の液晶モニタを搭載。撮像素子は1/1.7型スーパーCCDハニカムIV SR。
- FinePix F440（2004年7月発売） - 撮像素子は1/2.5型CCD。
- FinePix F450（2004年7月発売） - 撮像素子は1/2.5型CCD。
- FinePix F810（2004年8月発売） - 撮像素子は1/1.7型スーパーCCDハニカムIV HR。
- FinePix F455（2004年11月発売） - 上級機F7xx/8xxシリーズを除いた一般機では久々となる横型ボディモデル。撮像素子は1/2.5型CCD。
- FinePix F460（2005年11月発売） - 毎秒60フレーム表示の液晶モニタを搭載。撮像素子は1/2.5型CCD。
- FinePix F480（2006年11月発売） - 広角28mm 4倍ワイドズームレンズ搭載。撮像素子は1/2.5型CCD。
- FinePix F10 （2005年2月発売）- 撮像素子に第5世代の1/1.7型スーパーCCDハニカムV HRを採用。最高感度ISO1600を有効画素数6.3メガピクセルで実現させたコンパクトモデル。高感度モードで発生するノイズ・解像度低下というそれまでのデジタルカメラ全体の弱点を大幅に改善し、コンパクトデジタルカメラでもきれいに高感度撮影ができると評判になった。同機のヒットを機に他メーカー各社が高感度重視のモデルを次々に発表した。公称バッテリ撮影枚数500枚。
- FinePix F11（2005年8月発売）- FinePix F10に絞り優先AE、シャッター速度優先AEを追加。[8]
- FinePix F30（2006年5月発売）- 撮像素子を1/1.7型スーパーCCDハニカムVI HRに進化。FinePix F11を上回る最高感度ISO3200を実現。iフラッシュを搭載[9]。バッテリはNP-95を採用。公称バッテリ撮影枚数も580枚に向上。バッテリは後のFinePix REAL 3D W1や、X30/X100/X-S1と互換性がある。[10]

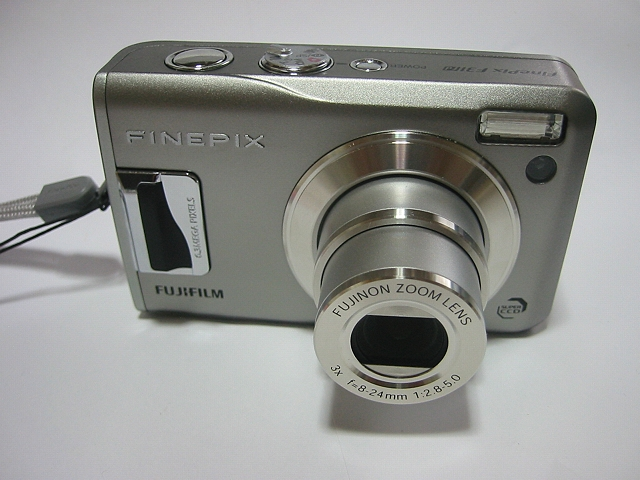
FinePix F31fd

- FinePix F31fd（2006年11月発売） - FinePix F30に、FinePix S6000fdで初搭載された「顔キレイナビ」を搭載。筐体の形が微妙に変化。1/1.7型の630万画素機としては当機種が最後となり、後述のF200EXRが発売される頃まで、専ら高感度に強いモデルと評されていた[11]。
- FinePix F40fd - 有効画素数8.3メガピクセルの撮像素子1/1.6型スーパーCCDハニカムVI HRを搭載。xD/SD両対応スロットを搭載。
- FinePix F50fd - 画素数12メガピクセルの撮像素子1/1.6型スーパーCCDハニカムVII HRを搭載。ISO6400を3メガピクセルモードで実現。CCDシフト式手ぶれ補正機構を搭載。xD/SD両対応スロットを搭載。2007年8月31日発売。
- FinePix F100fd - スーパーCCDハニカムを第8世代に進化させ、FinePix F50fdの機能に加えダイナミックレンジを従来比の400%に進化。3メガピクセルモードではISO12800、フル画素でもISO3200が可能。2008年3月15日発売。FinePix10周年記念のフラグシップモデルでもある。撮像素子は1/1.6型。光学5倍ズームレンズ搭載（35mm換算で28mm-140mm）。赤外線通信機能による画像転送にも対応。
- FinePix F60fd - FinePix F50fdをベースに、シーン認識機能の追加や液晶画面の大型化、さらに顔認識機能の「顔キレイナビ」がFinePix F100fd相当に強化されている。撮像素子は1/1.6型スーパーCCDハニカムVII HR。2008年8月23日発売。

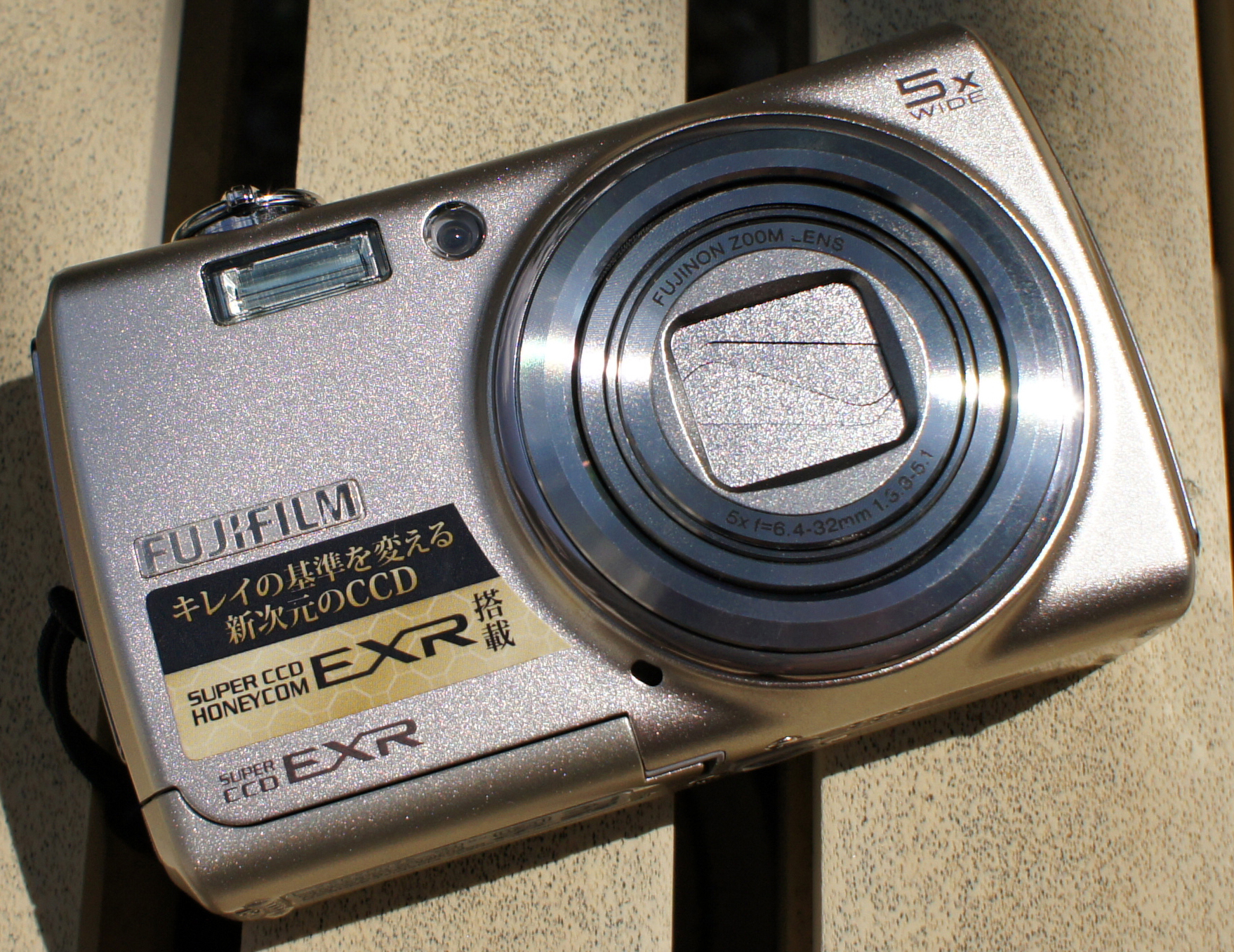
FinePix F200EXR

- FinePix F200EXR - 人間の目の仕組みを応用したスーパーCCDハニカムEXRを搭載し、ダイナミックレンジの設定が従来比の800%まで進化。撮影方式を撮影時・シーンに応じて自動的に切り替えるEXR AUTOモードを搭載。FinePix S100FSに採用されたフィルムシミュレーションモードも搭載する。また、富士フイルムのデジタルカメラとしては初めてハイビジョンテレビへのフルHD出力機能を搭載。撮像素子は1/1.6型。背面LCDは約23万ドット。レンズまわりはF100fdと同じで、光学5倍ズーム搭載（35mm換算で28mm-140mm）。ボディもF100fdをほぼ踏襲しているが、赤外線通信機能は省略されている（赤外線受発光部のみ存在）。2009年2月21日発売。
- FinePix F70EXR - F200EXR同様スーパーCCDハニカムEXRを搭載する。画素数が1000万画素、撮像素子は1/2型になっているため、F200EXRの弟分と言える。スリムボディに光学10倍ズームを搭載（35mm換算で27mm-270mm）。背景を自動的にぼかす「ぼかしコントロール」と数枚連続で撮影した後合成する「連写重ね撮り」機能を採用。2009年8月8日発売。
- FinePix F80EXR - F70EXRの後継。F70EXRと比べ、撮像素子は1/2型CCDと同じであるが画素数は1200万画素にアップ。Z700EXRに搭載されている「ペット検出」と「ピクチャーサーチ機能」を搭載。顔情報を登録することで、家族の写真をサーチできる「個人認識」も搭載した。再生画像の縦横自動回転機能も追加。マイクロHDMI端子を搭載する。HD動画(720p)にも新たに対応した。F200EXRで廃止された高速赤外線通信機能も復活。2010年4月17日発売。
- FinePix F300EXR（ブラック2010年9月4日発売、シルバーは2010年9月18日発売） - 型番としてはF200EXRの後継のように思われるが、継承している機能や撮像素子のサイズからするとF80EXRの後継と言える。同時発表されたZ800EXR同様、「瞬速フォーカス」「ぐるっとパノラマ360」を搭載。位相差画素をイメージセンサーに埋め込んだのはこの機種が世界初。ツインシフトレンズ採用の光学15倍（35mm換算で24mm-360mm）ズームを採用しており、発売当時光学15倍ズームモデルとして世界最小という触れ込みだった。アルゴリズム見直しで、手ぶれ補正機能も強化された。「フォトブックアシスト」も搭載される。背面LCDは約46万ドットになった。スーパーCCDハニカムEXRを搭載した最後のFシリーズ。

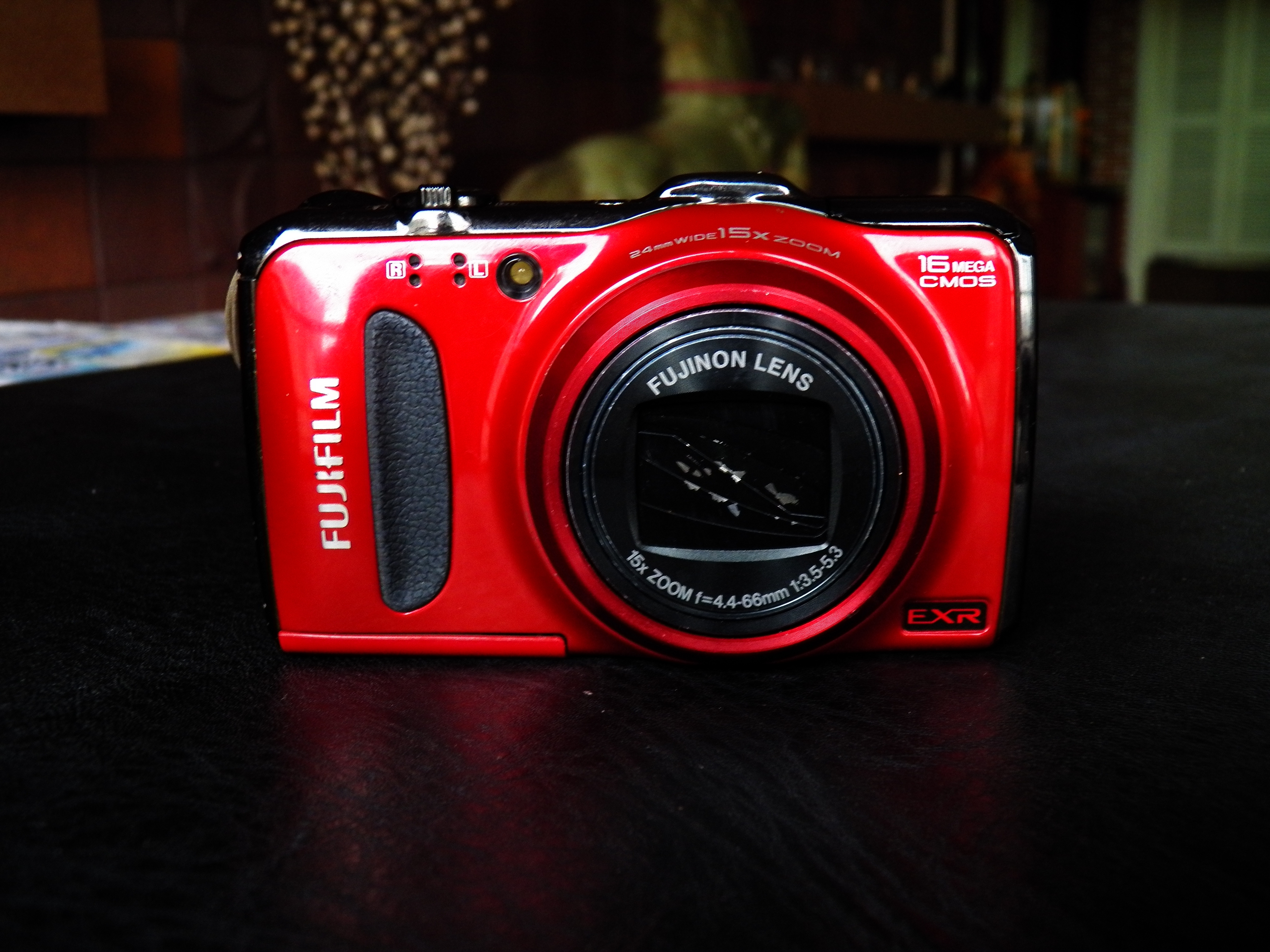
FinePix F550EXR

- FinePix F550EXR（2011年2月26日発売、ブラックのみ2011年3月5日発売） - F300EXRの後継。イメージセンサーがこれまでのスーパーCCDハニカムEXRから、裏面照射型の1/2型1600万画素EXR CMOSセンサーに変更された。動画撮影機能はフルHD（1080p、30fps）に対応、RAW記録にも対応した。FinePixシリーズでは初のGPS機能を同日発表のXP30とともに搭載。また、EXR AUTOは49パターンの中から最適な物をカメラが自動判別して撮影するプレミアムEXR AUTOに進化した。インテリジェントブレ防止機能を搭載し、プレミアムEXR AUTOにて自動的に4連写合成する設定も可能となった。ダイナミックレンジ拡大設定はF300EXRまでは800%が最高だったが、新たに1600%が選択可能となった。
- FinePix F600EXR（ブラック・シャンパンゴールド：2011年8月27日発売、レッド・ホワイト：2011年9月10日発売） - F550EXRの後継。イメージセンサーは前機種と同じ、EXR CMOS。前機種と比べて、超解像技術を採用したことにより30倍ズーム相当での撮影を可能にした。また、GPSには電子コンパスが搭載され、コンパクトデジカメでは世界初のカメラを向けた方向にあるランドマークを表示させる機能である「ARランドマークナビ」を追加。プレミアムEXR AUTOは、被写体の動作検出が加わったことにより全99パターンに増加した。また、GPSからの情報を元に、カメラの時刻を自動補正する機能が追加された。
- FinePix F770EXR（ブラック・シャンパンゴールド：2012年2月18日発売、レッド・ホワイト：3月3日発売） - F600EXRの後継。光学ズームが20倍（35mm換算で25mm-500mm）に変更され、超解像2倍デジタルズーム併用で最大40倍ズームが可能になった。GPSアンテナは高感度になり、測位時間が高速化され自動オフ機能にも対応。2回撮りによる「3D撮影」機能も搭載した。プレミアムEXR AUTOは、HS30EXR同様103パターンに増えている（三脚を使った夜景撮影に対応）。また、顔キレイナビが進化し、一度フォーカスが合えば、顔が正面を向いていなくても追尾する「顔追尾AF」が搭載された。
- FinePix F800EXR（2012年8月11日発売） - F770EXRの後継。GPS及び電子コンパスが無くなった代わりに無線LAN機能を搭載し、スマートフォンの位置情報でジオタグ付与やARランドマークナビ機能を実現している。同時発売のZ1100EXR同様、様々なエフェクトが楽しめる「アドバンストフィルター機能」を搭載する。
- FinePix F820EXR(2013年3月9日発売) - F800EXRの後継かつF900EXRの弟分センサーはF800EXRと同じEXR CMOSだが、EXRプロセッサーII搭載により最速0.21秒のAF速度、起動時間1.1秒を実現。F900EXR同様、フルHD動画まで60fpsに対応している。背面液晶も約92万ドットのものに進化。F800EXRと比べるとWi-Fi機能が割愛されており、光学ズームも18倍になっている。同日発売のF900EXRの下位機種で、（F800EXRに存在していて）F900EXRで廃止された機能はF820EXRでも廃止されている。
- FinePix F900EXR(2013年3月9日発売) - F800EXRの後継で、同時発売されたF820EXRの上位機種。センサーは位相差画素内蔵の CMOS II、光学ズームはF800EXRと同じ20倍ズーム。撮像面位相差AFによる世界最速0.05秒の高速AFを実現している。Z2000EXR同様、撮影した画像をスマートフォン用アプリやPCに、WiFi機能により一括して最大30枚まで送信出来る。F550EXR以降フルHD動画の撮影が可能だったが、最高30fpsだった。機種と、同時発売されたF820EXR、後継のF1000EXR（全てEXRプロセッサーII搭載）はさらフルHD動画まで最高fpsに対応していたた、背面液晶はF300EXRからF800EXRまでは約46万ドットのものだったが、同時発売のF820EXRともども約92万ドットのものに進化した。F800EXRに存在していたランドマークナビ」「高感度二枚撮り」「ナチュラルフォト」「ペット検出」「個人認識」「3D撮影」機能は廃止された（F820EXRでも廃止されている）。
- FinePix F1000EXR（2014年2月8日発売） - F900EXRの後継。EXR CMOS II搭載。前機種同様像面位相差AF機能を備え、世界最速0.05秒の合焦速度を誇る。また、動画撮影時のAF追従速度が従来に比べて30%高速化され、センサーシフト式の動画時の手ブレ補正も強化された。新たにスマートフォン用アプリにてリモート撮影機能が利用できるようになった。「RAW撮影」「赤外線通信」機能は廃止された（F200EXRの時とは異なり、赤外線受発光部が塞がれている）。一方、F900EXRで一度廃止された「高感度二枚撮り」機能が復活している。

### FinePix Zシリーズ
2005年春に登場した、本体の厚みを薄くし、縦置の光学ズームレンズを搭載したスリムボディが特徴のシリーズである。一般使用時の傷付き防止のために、液晶ディスプレイ窓に強化ガラスを採用している。Z250fdまでの型番の後ろにfdと付く機種及びZ33WP以降発売の機種は「顔キレイナビ」（顔認識機能）が付いている。当シリーズではZ5fdまではスーパーCCDハニカムを搭載していたが、Z10fd以降の機種では通常の正方画素CCDが採用されている。2010年発売のZ700EXRで久々に、ハニカム搭載機が復活した。2011年発売のZ900EXRからはFシリーズ同様EXR-CMOS搭載機もある。

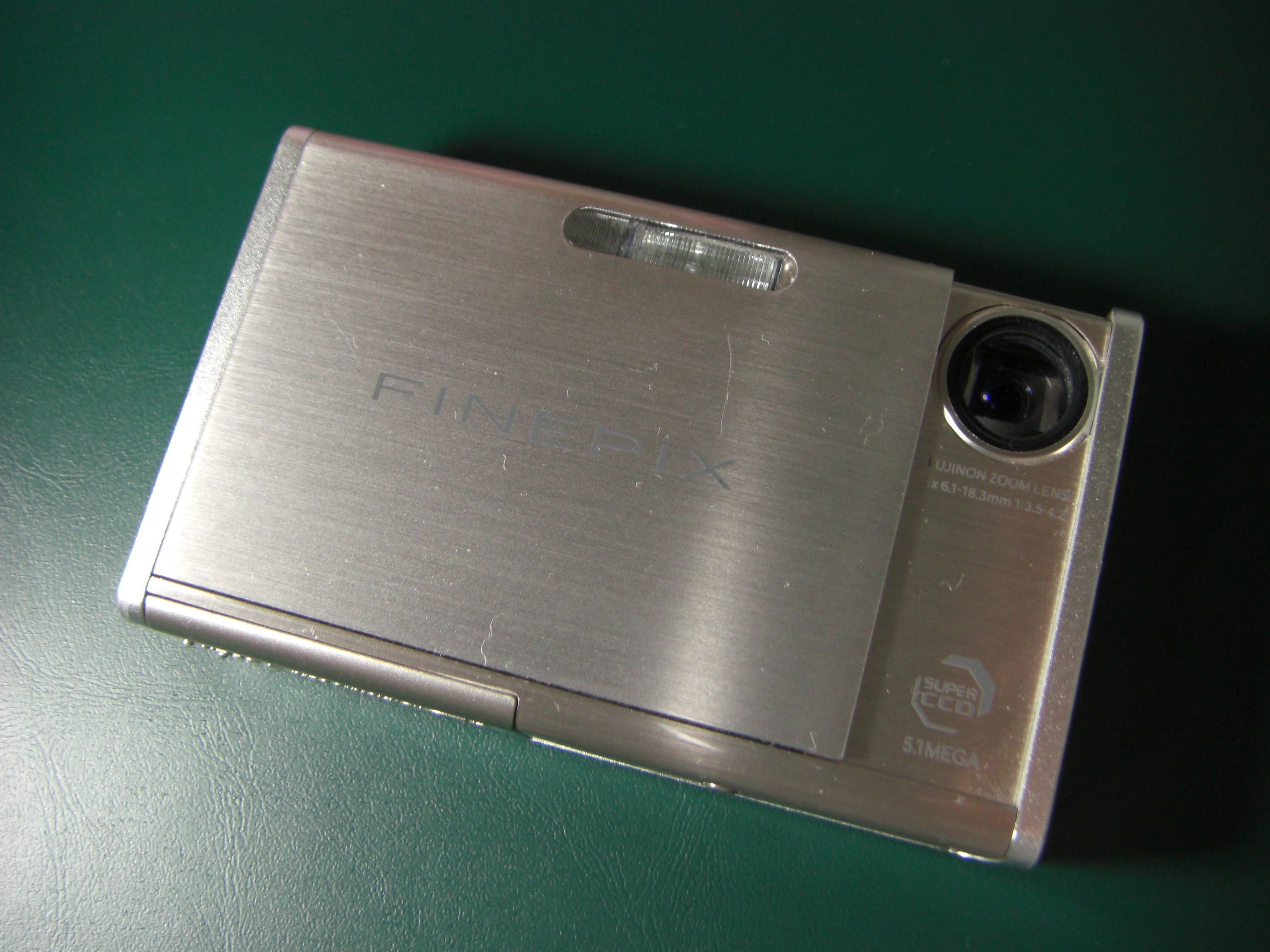
FinePix Z2

- FinePix Z1/FinePix Z2/FinePix Z3 - スリムボディで比較的きれいな高感度撮影を実現させた。FinePix Z1/FinePix Z2はデザイン性実現のためフロントパネルにアルミニウム押し出し成形材を使用している。FinePix Z1はグッドデザイン賞受賞。

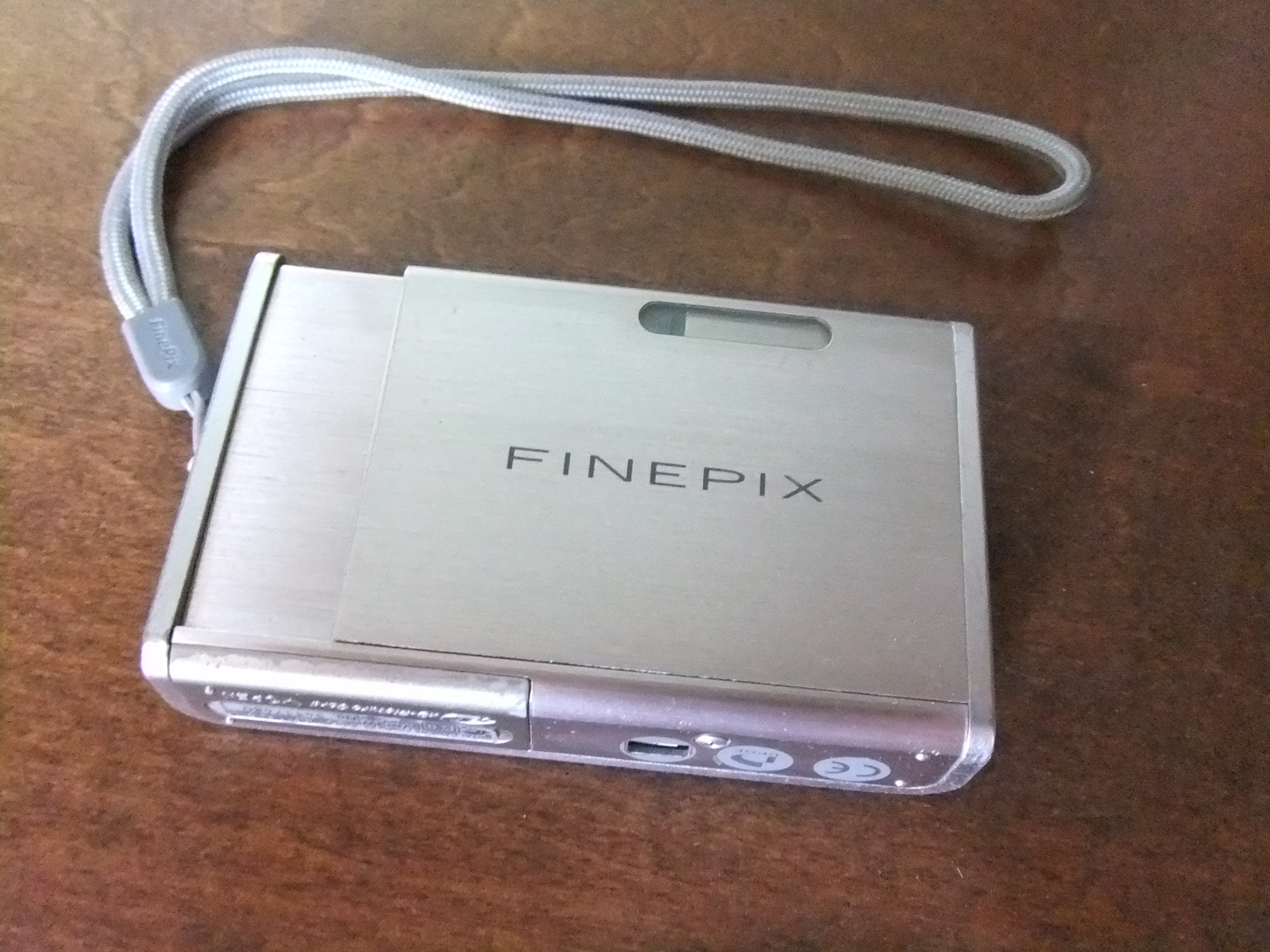
FinePix Z2 前面
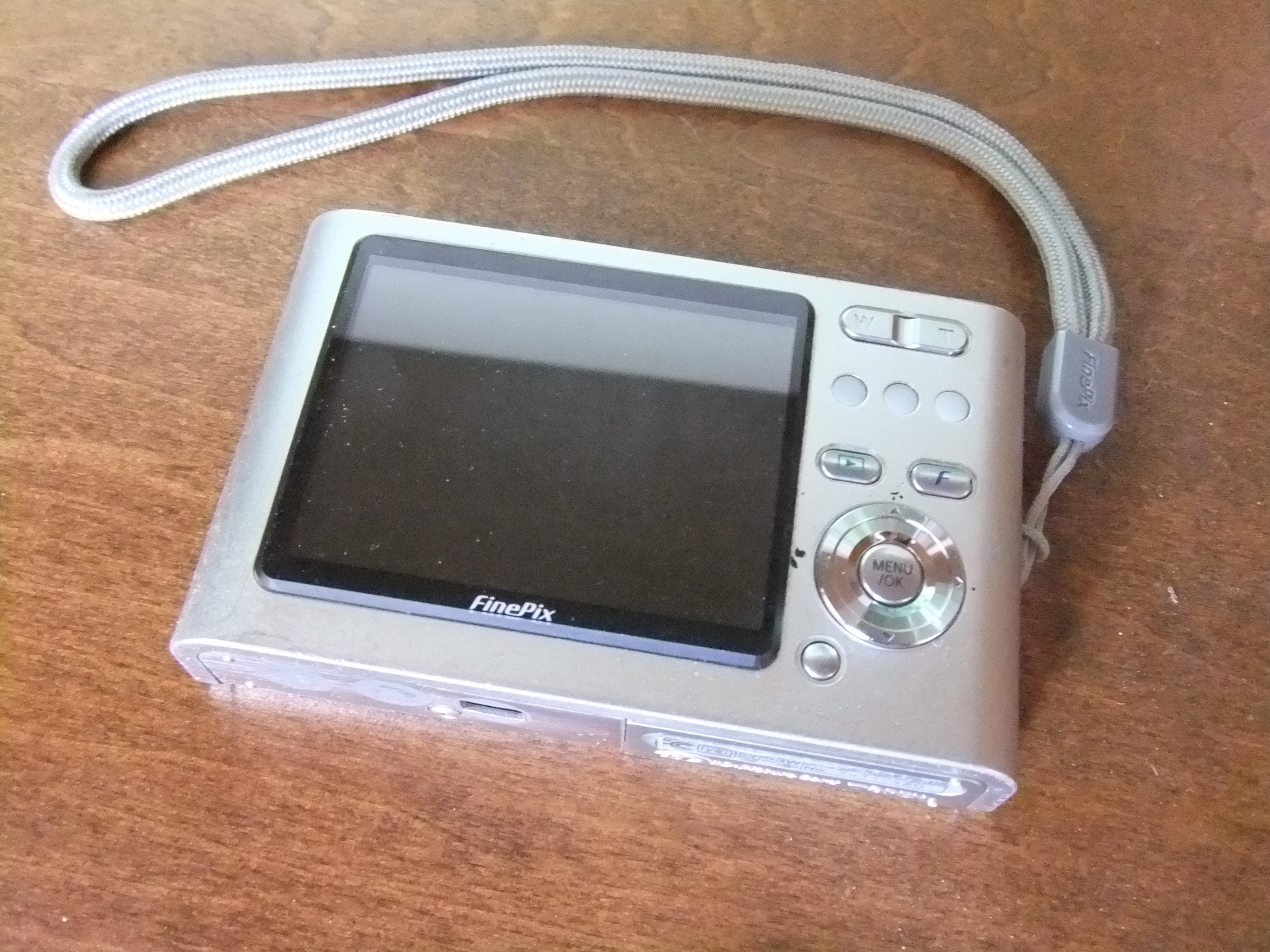
FinePix Z2 背面
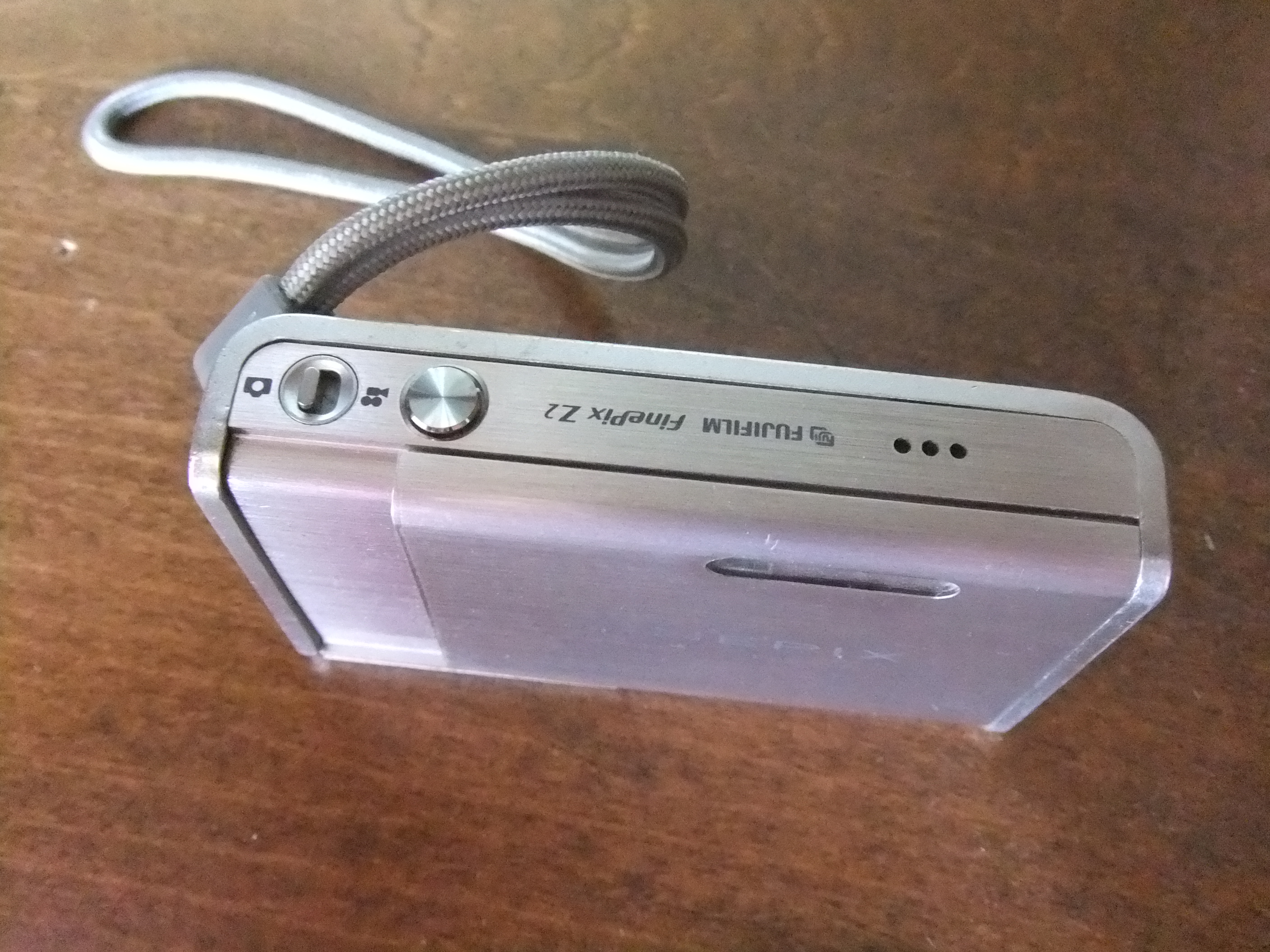
FinePix Z2 上部
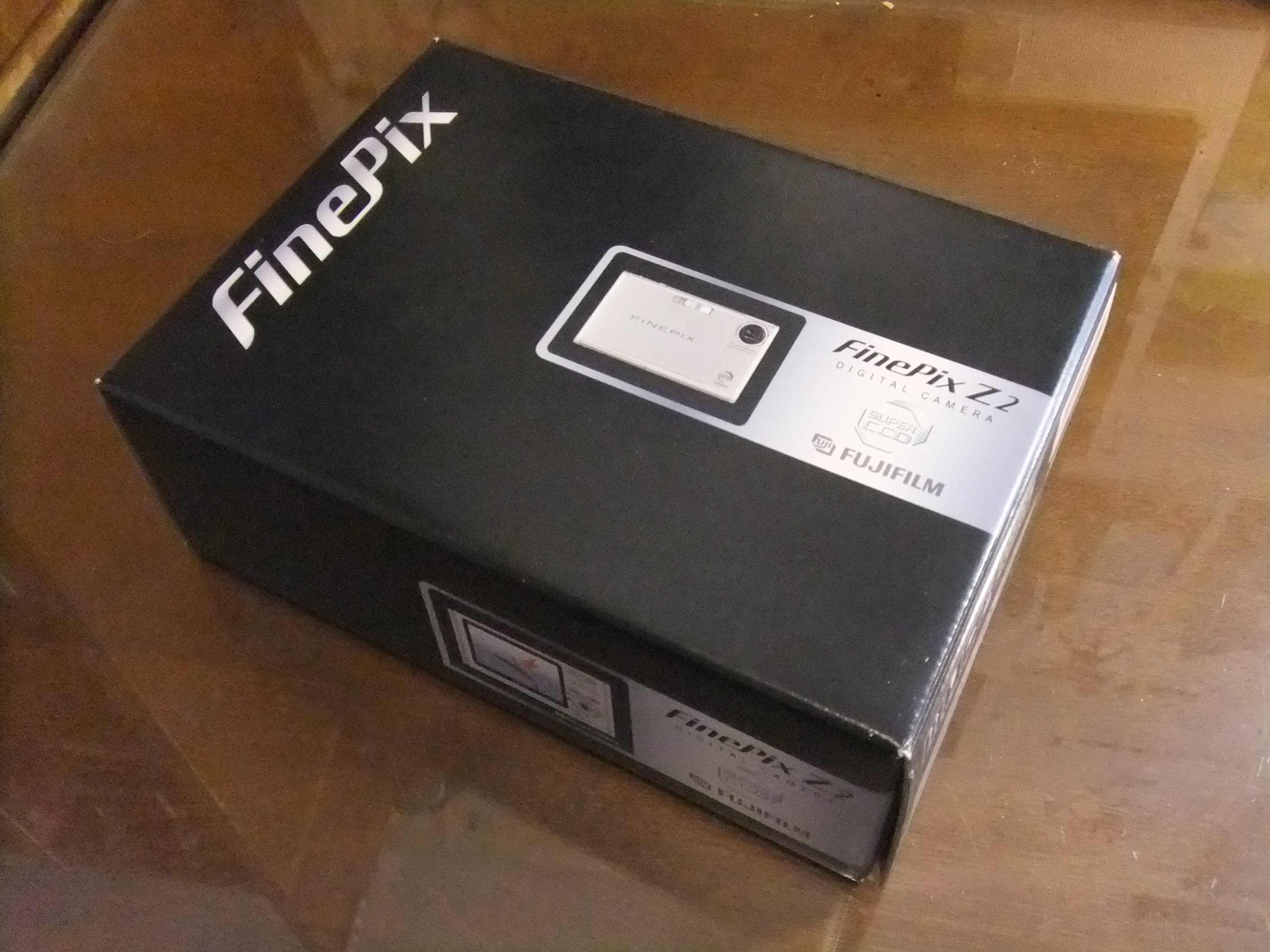
FinePix Z2 箱

- FinePix Z5fd - 「顔キレイナビ」を搭載。Z700EXRが登場するまでは、スーパーCCDハニカムを搭載した最後のZシリーズだった。
- FinePix Z10fd - ラウンドエッジデザインが採用され、カラフルな機体色が特徴。撮影機能として「オークションモード」を搭載。
- FinePix Z100fd - 「顔キレイナビ」に加え、薄型ボディでありながら光学5倍ズームとCCDシフト式手ぶれ補正を採用。xD/SD両対応スロットを搭載。グッドデザイン賞受賞。
- FinePix Z20fd - Zシリーズとしては初めて1000万画素クラスのCCDを搭載したモデルとして登場。簡易動画編集機能も備えている。
- FinePix Z200fd - Z100fdの後継機種で、1000万画素2.33型とシリーズ内では最も大型のCCDを搭載しているのが特徴である。顔認識機能を用いた新たな機能として「恋するタイマー（距離検知型）」「みんなでタイマー（人数検知型）」を搭載。
- FinePix Z250fd（2008年11月15日発売） - Z200fdの後継機種。画素数はZ200fdと同じ。F60fdに採用されたシーンぴったりナビを搭載。また、ブログモードに新機能が搭載され、顔キレイナビを応用した顔モザイク等が利用できるようになった。
- FinePix Z33WP（2009年3月14日発売） - 保護規格IP68に対応した防水・防塵設計で世界最小・最軽量のボディを採用。シーンぴったりナビが、従来の4つから6つに拡大。ただし、3桁Zシリーズに搭載されているCCDシフト式手ぶれ補正は搭載しない。記録メディアはSD/SDHCカードのみ。
- FinePix Z300（2009年6月20日発売） - FinePix Z250fdの後継で画素数も同じ。コンパクトデジタルカメラで世界初となる、被写体に指でタッチするとシャッターが切れるタッチショットを採用。液晶は3型のワイドとなり、裏面には操作ボタンが一切ない。ブログ向けに、ドラッグ&ドロップで一つの画像にまとめるレイアウトフォト機能を搭載。F200EXRに採用されたスーパーiフラッシュも搭載する。記録メディアはSD/SDHCカードのみ。
- FinePix Z700EXR（2010年2月20日発売） - FinePix Z300の後継。FinePix Z5fd以来のハニカム搭載機で、1/2型1200万画素スーパーCCDハニカムEXRを搭載。液晶画面が3.5型になり、カメラの向きを判別して回転表示するタテヨコオート機能、左右に並べて比較できる2画面比較再生を搭載した。シーンポジションには新しくペット認識モードが加わり、ペットが正面を向くと自動的に撮影するオートシャッター機能が追加された。720pの動画撮影にも対応。
- FinePix Z70（2010年3月13日発売） - FinePix Z37の後継機。720pの動画撮影に対応し、これまでの「Finepix Viewer」に代わる新ソフトウェア「MyFinePix Studio」連携で指定した写真や動画を自動的にFacebookかYouTubeにアップロードできる。また、二桁Zシリーズでは初めて5倍ズームレンズを搭載。
- FinePix Z800EXR（2010年8月7日発売） - FinePix Z700EXRの後継。スーパーCCDハニカムEXRに測距センサーを組み込み、位相差を使ってピント合わせの速度を上げた「瞬速フォーカス」、HS10に搭載されている「ぐるっとパノラマ」が機能強化された「ぐるっとパノラマ360」を搭載した。また、オートシャッターには赤ちゃんが正面を向いたときに自動的に撮影するベビーオートシャッターが追加された。また、2010年8月モデルの共通仕様として、フォトブックにしたい写真を予め選択しておいて、注文を簡単にする「フォトブックアシスト」が装備された。

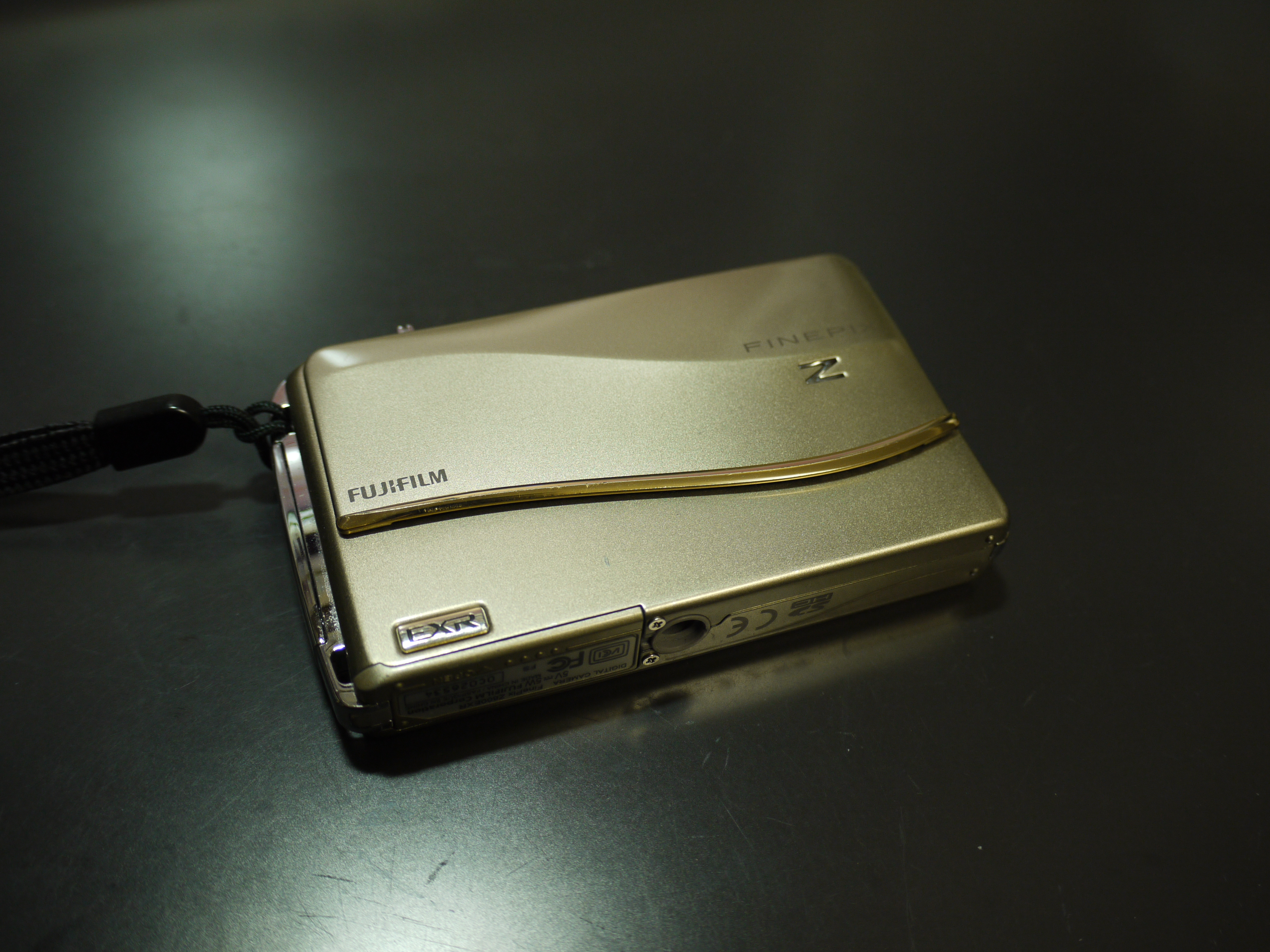
FinePix Z800EXR 前面
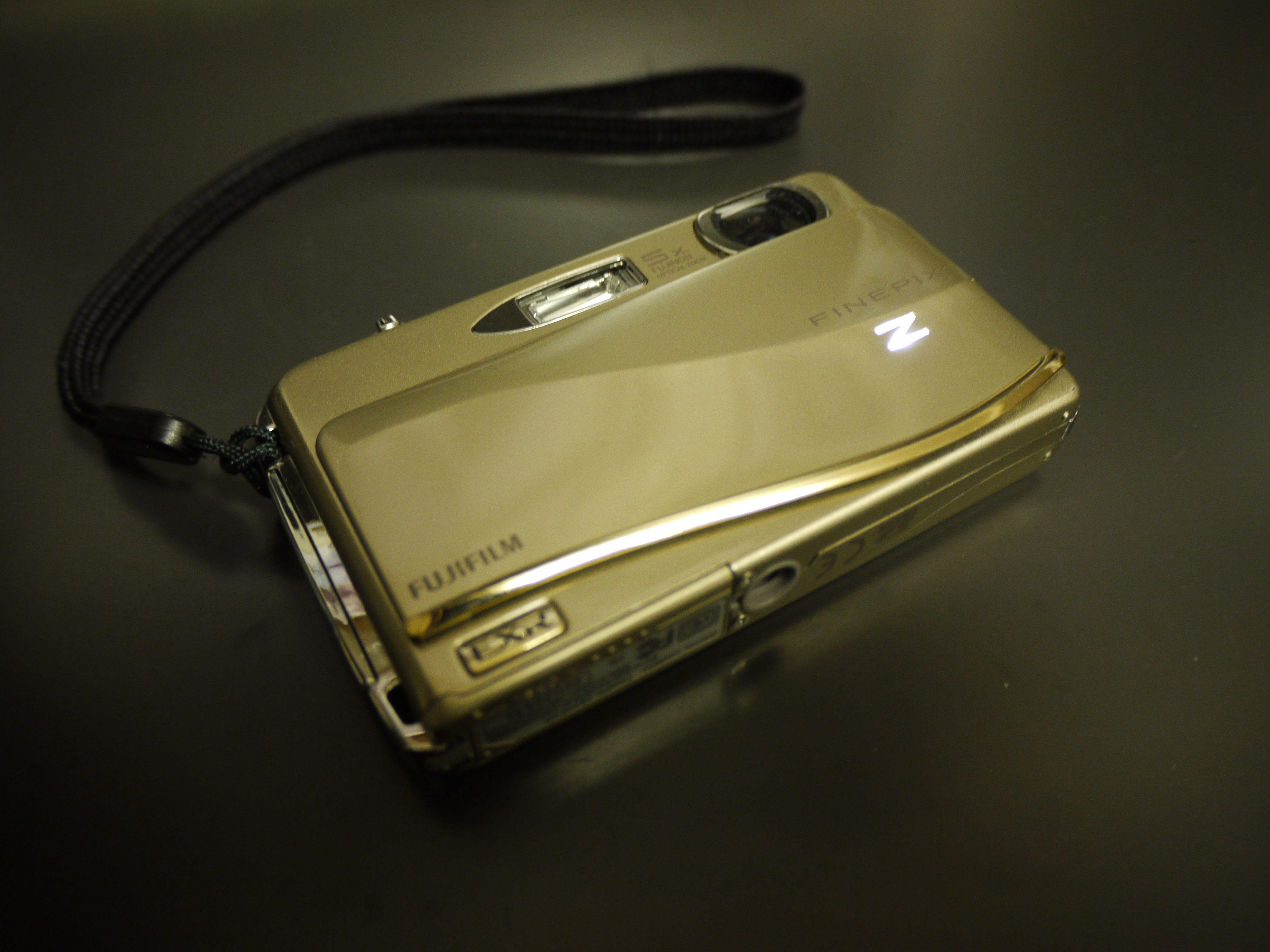
FinePix Z800EXR カバーをオープンしたところ Zのマークが光ギミックがある
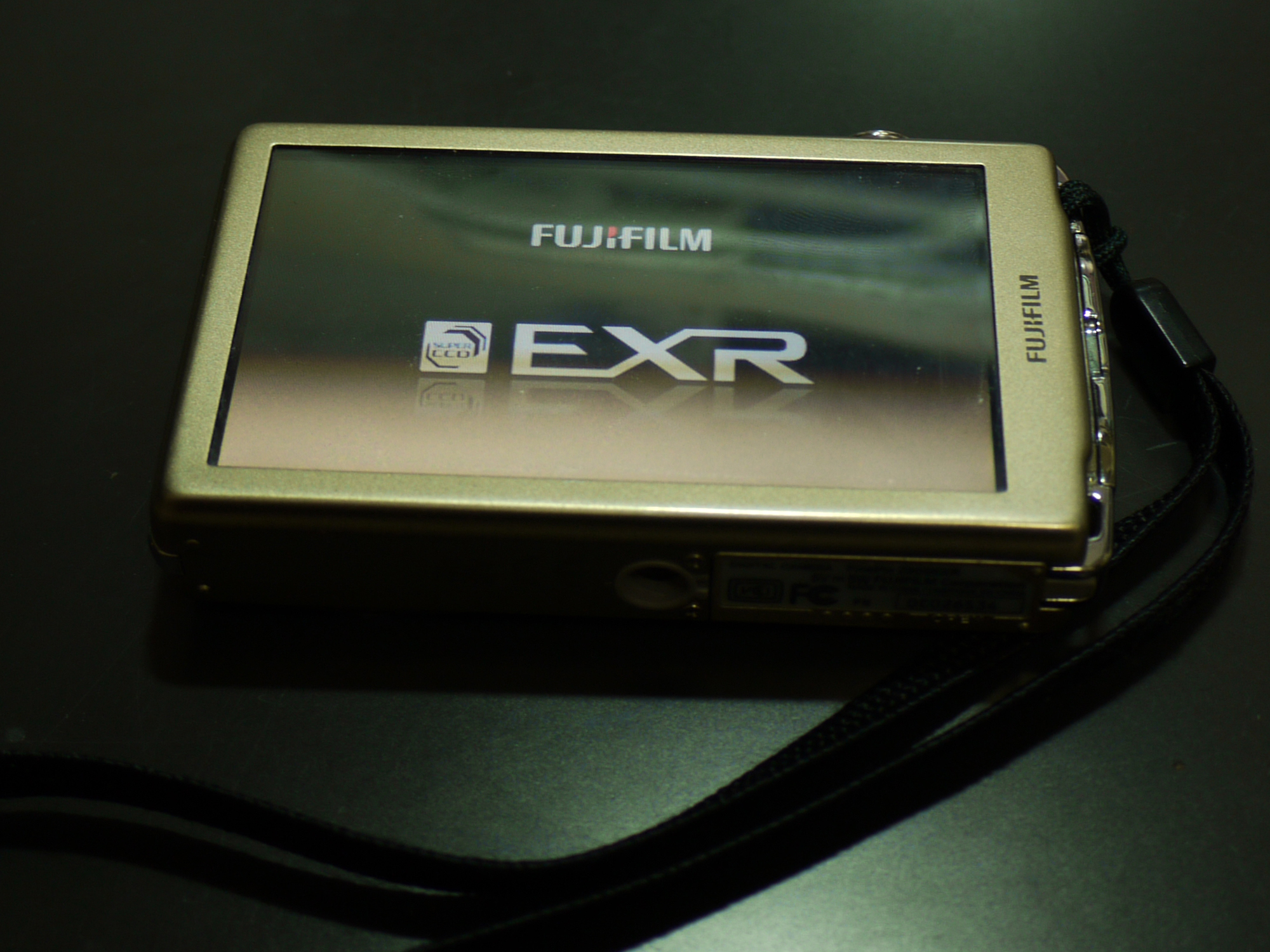
FinePix Z800EXR 背面 ほぼ全体がタッチスクリーンとなっている

- FinePix Z80（2010年8月7日発売） - Z70の後継。Z70の機能に加え、「ぐるっとパノラマ」と「フォトブックアシスト」を搭載したモデル。
- FinePix Z90（2011年2月11日発売） - Z80の後継。2桁Zシリーズで初めてタッチパネルを搭載。タッチすることにより撮影やターゲットの指定が可能となる。
- FinePix Z900EXR（2011年4月16日発売） - FinePix Z800EXRの後継。F550EXRやHS20EXR同様、EXR-CMOSセンサーとEXRプロセッサーを搭載。搭載されているタッチパネルがマルチタッチ対応になった。また画面タッチによる撮影も、カメラが自動的に判断し最適な写真を撮る「タッチEXRオート」機能に進化。動画撮影も、フルHD対応に強化されている。
- FinePix Z950EXR（2011年9月17日発売） - Z900EXRの後継。F600EXR同様超解像に対応し、光学5倍機ながら10倍相当の画質で撮影可能。また、プレミアムEXR AUTOもF600EXR同様99パターンに増加し、インテリジェントブレ防止もZシリーズで初めて導入した。
- FinePix Z110（2012年2月11日発売） - Z90の後継。自分撮りが出来る自分撮りミラーと、肌の色等を自分撮り用に最適化する自分撮りモードを搭載。ストロボ発光に、白飛びを防ぐナイトアウトモードを搭載。
- FinePix Z1000EXR（2012年2月18日発売） - Z950EXRの後継。FinePixシリーズで初めて無線LANを搭載。スマートフォン用アプリ「FUJIFILM Photo Receiver」を使うことにより、簡単に画像が転送できる。プレミアムEXRオートは103パターンに増加された。搭載される1/2型1600万画素EXR CMOSセンサーは、従来に比べてISO3200以上で発生する暗部ノイズをF600EXRと比べて30%低減した。顔検出機能には、新たに顔が認識されると自動的にシャッターが降りる「自分撮りタイマー」、肌色や目を調整できる「フェイスレタッチ」機能が備わった。
- FinePix Z1100EXR（2012年8月11日発売） - Z1000EXRの後継。Z110に搭載された自分撮りミラーを搭載するほか、新たにトイカメラ風やミニチュア風などの撮影が楽しめる画像エフェクト機能の「アドバンストフィルター」を搭載。それ以外のスペックはZ1000EXRに準ずる。
- FinePix Z2000EXR(2013年3月9日発売) - Z1100EXRの後継。EXRプロセッサーII搭載によりZ1100EXRに比べ、起動時間や撮影間隔が大幅短縮された。センサーは従来のEXR CMOSを採用する。撮影した画像をスマートフォン用の「FUJIFILM Camera Application」を使うと、WiFi機能により一括して最大30枚まで送信することが可能。

### FinePix REAL 3D System
専用のメガネや、これまでの「平行法」「交差法」のような練習も必要なく、裸眼のまま簡単に立体視画像を見ることが出来るカメラ・フォトビューアー・専用のデジタルプリントからなる。
- FinePix REAL 3D W1（2009年8月8日発売） - 世界で初めて、コンパクトデジタルカメラで自然な3D画像の撮影が可能。新画像処理プロセッサ「リアルフォトエンジン3D」を採用。これまで3D画像を視聴時に必要だった専用のメガネを使うことなく、裸眼のまま立体画像を楽しめる。3D撮影だけでなく、二つのCCDを使い広角と望遠、カラーとモノクロ、低感度と高感度といった違う画像を同時に撮ることも可能。Zシリーズ同様、スライドバリアを採用する。
- FinePix REAL 3D W3（2010年9月4日発売） - FinePix REAL 3D W1の後継。新たに、720pでの3Dハイビジョン動画撮影に対応。また、アドバンスド3Dモードとして至近距離や遠くの山等の撮影に適した3D2回撮りと移動中の乗り物からの撮影に適した3D時間差撮りを搭載。液晶モニターのサイズが3.5インチにアップした。

### FinePix Eシリーズ
快適な撮影をしたい人向けのシリーズ。Egripと呼ばれる手にフィットするグリップがついている。

### FinePix Mシリーズ
- FinePix M603（2002年11月10日発売） - 動画編集機能を搭載したコンセプトモデル。撮像素子は1/1.7型スーパーCCDハニカムIII。

### FinePix Vシリーズ
FinePix Z3と同時期に発売された、通常のズームレンズを搭載したコンセプトモデルシリーズ。
- FinePix V10 - 光学3.4倍ズームレンズ、512万画素スーパーCCDハニカムV HR搭載、背面全体に3インチ液晶を搭載したモデル。

撮影した写真を使用してパズル、ブロック崩し、迷路、シューティングの4つのゲームを楽しむことができる。

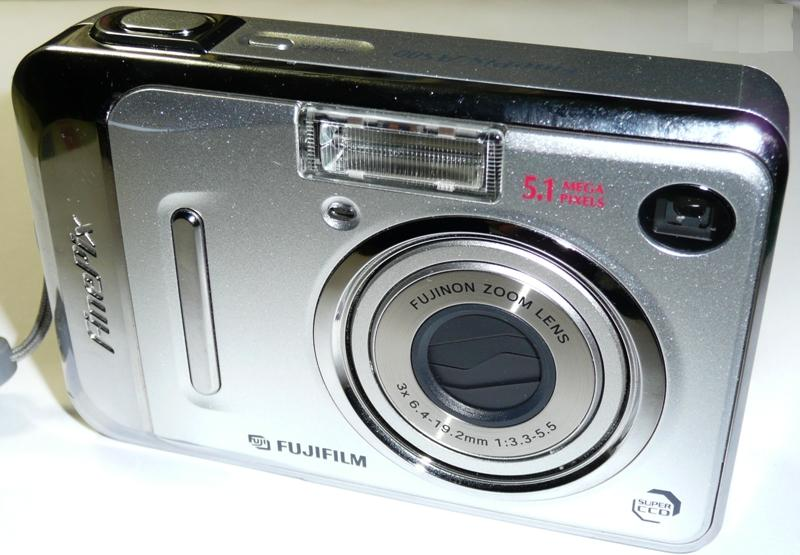
FinePix A500

### FinePix Aシリーズ
デジタルカメラの初心者向けに、簡単操作で気軽に撮れるエントリーモデル。機能を最小限にしぼり、価格もFシリーズに比べて抑えてある。
- FinePix AV100（2010年5月1日発売） - A100、A200、A220ではFinePixと付いていなかったため、久々のFinePix Aシリーズとなる。電子式手ブレ補正機能などを搭載。内蔵メモリ減少、単3乾電池に対応すること以外はJX200に準拠する。
- FinePix AX300（2011年2月11日発売） - 単3乾電池に対応したモデルとして初めてフォトブックアシストを搭載。画素数が1400万画素にアップした。

### FinePix Jシリーズ
機能を省略して価格を抑えたエントリーモデル。顔キレイナビ非搭載の機種もある。
- FinePix J150w - Jシリーズ初の顔キレイナビを搭載。また、使用可能カードがこの機種ではSD/SDHCカードのみになる。
- FinePix J250（2009年8月22日発売） - CCDシフト式手ぶれ補正搭載。顔キレイナビやシーンぴったりナビも搭載している高機能エントリークラス。
- FinePix JX200（2010年2月27日発売） - 光学5倍ズームを搭載し、720p動画撮影に対応。AX200と比べて「笑顔検出」「目つぶり検出」機能が追加されている。
- FinePix JZ300（2010年4月17日発売） - JX200と比べて「CCDシフト式手ぶれ補正」「高感度2枚撮り」「光学10倍ズーム」等の機能が追加されている。10倍ズームレンズを搭載したデジタルカメラとしては世界最小（富士フイルム調べ）。
- FinePix JX280（2010年8月7日発売） - JX200の後継。同機に比べて画素数が1440万画素にアップ、「ぐるっとパノラマ」と「フォトブックアシスト」も搭載する。
- FinePix JX400（2011年3月5日発売） - JX280の後継。光学5倍ズームは同じだが、F値がF3.6-5.9からF2.6-6.2に変更になった。また、画素数が1600万画素に増えている。
- FinePix JX420（2011年11月12日発売） - JX400の後継。同機種と比べ、モードダイヤルが割愛され、その位置にズーム調整ボタンが移動している。それ以外の撮影機能等はほぼJX400に準ずる。
- FinePix JX700（2012年2月11日発売） - JX400/420の後継。レンズの焦点距離が26mm（JX400,420は28mm）からの広角ズームレンズを搭載。T400に搭載する動画連結・動画カット機能も搭載する。
- FinePix JZ250（2012年8月11日発売） - 機種的にはJZ300の兄弟機。同機と比べて、光学ズームが8倍にダウン、赤外線通信機能が省かれたが撮影画素は1600万画素のCCDに、液晶は3型に強化された。
- FinePix JZ700 (2013年1月26日発売) - JZ250の後継。同シリーズでは初めてフルハイビジョン撮影に対応した。超解像併用で最大16倍相当までの撮影が可能。

### FinePix Tシリーズ
- FinePix T300（2011年3月26日発売） - 2011年春から登場の新シリーズ機。エントリーモデルの中で唯一CCDシフト式手ブレ補正、10倍光学ズーム、3型液晶モニターを備えた。バッテリーを最初から二つ標準添付している。
- FinePix T400（2012年2月11日発売） - T300の後継。画素数が1600万画素になり、T300と比べて液晶の輝度が50%アップ。背面に動画撮影ボタンを設置し、撮った動画のカット機能と連結機能を備える。
- FinePix T500 (2013年1月26日発売) - T400の後継。クラス世界最薄ボディに光学12倍のズームレンズを搭載。本機だけの特徴として、USB充電に対応している。また、T400と比べフォーカシングに必要な時間が20%短縮された。超解像併用で最大24倍相当までの撮影が可能。

### 一眼レフ式FinePix Sシリーズ
ボディ部分はニコンのOEM。ニコンFマウントを採用。
- FinePix S1 Pro - スーパーCCDハニカムを搭載。ボディはニコン F60のOEM。
- FinePix S2 Pro - 有効画素数617万画素のスーパーCCDハニカムIIIを搭載。ハニカム信号処理システムにより最大記録画素数1212万画素を実現し、S1 Proには無かったバルブ撮影機能やRAWデータでの記録モードが追加された。ボディはニコン F80のOEM。
- FinePix S3 Pro - 写真館向けに発売されたデジタル一眼レフカメラ。スーパーCCDハニカムSRIIを搭載し、広大なダイナミックレンジを実現。ボディはニコン F80のOEM。
- FinePix S5 Pro - 有効画素数1234万画素のスーパーCCDハニカムSR Proを搭載。ボディはニコンD200のOEM。

### レンズ一体型FinePix Sシリーズ
上記のSシリーズとは異なり、初心者でも簡単に扱えるよう一部に通常のFinePixシリーズの流れを組んだ機能が採用されている、レンズ交換ができない「ネオ一眼」のシリーズである。S8100fdまでの型番の後ろにfdと付く機種及びS100FS以降は「顔キレイナビ」（顔認識機能）が付いている。

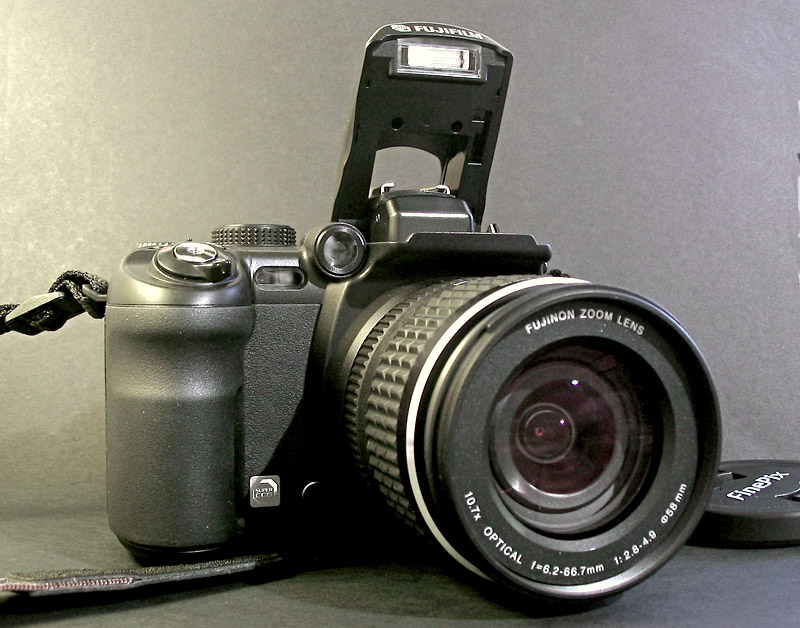
FinePix S9000

- FinePix S304 - 「絵作りの楽しさを手軽に」をコンセプトに登場したFinePixシリーズSシリーズとして初のオールイン型機体として登場。
- FinePix S602 - 当シリーズとしては初のスーパーCCDハニカムIIIを採用したモデルでISO1600の高感度撮影やハイスピードツインAFなど撮影機能も充実された。
- FinePix S5000 - スーパーCCDハニカムIV HRを搭載し、初心者でも簡単にマニュアル撮影が楽しめる「シーンポジション」を搭載した。
- FinePix S7000 - コンバージョンレンズ等の拡張性を備えたFinePix S5000の上位機種にあたるモデル。
- FinePix S5200 - FinePix S5000の後継機で「リアルフォトテクノロジー」や「ブレ軽減モード」を採用。
- FinePix S9000 - FinePix S7000の後継機種でFinePix S5200の上位機種に当たる。手動ズームなどFinePix S7000よりも操作性に富む。マルチアングル液晶モニターやxDピクチャーカード・CF/MDカードのダブルスロットが採用されている。
- FinePix S6000fd（2006年9月発売） - FinePix S5200の後継とされるが、実質は同機の上位でFinePix S9000との中間機種。FinePix S9000のレンズ・手動ズームと、FinePix F30相当の1/1.7型スーパーCCDハニカムHRⅥや画像処理エンジンを組み合わせた上で、顔を自動認識（パターン認識）して画像補正する「顔キレイナビ」を富士フイルムのデジタルカメラで初搭載したモデル。[13]。電源は単３電池４本。富士フイルムの新ロゴデザインを初採用。
- FinePix S9100 - FinePix S9000の後継機。液晶モニターがFinePix S9000に比べ大型化され、iフラッシュを搭載した。
- FinePix S8000fd - 広角27mmから光学18倍までレンズ交換無しでカバーできる。CCDシフト式手ぶれ補正機能やISO6400に対応する。
- FinePix S8100fd - FinePix S8000fdの後継機種で1000万画素クラスのCCDを搭載したモデル。
- FinePix S100FS - FinePix S9100の後継機。同社の「PROVIA」等のフィルム特性を再現したフィルムシミュレーションモードを搭載、番号後ろのFSはそれを意味する。
- FinePix S1500（2009年8月22日発売） - 日本未発売のFinePix S1000fdの後継。スーパーCCDハニカムは搭載しないが、被写体を自動で追い続ける自動追尾オートフォーカスやCCDシフト式手ぶれ補正、シーンぴったりナビや顔キレイナビと言った主要機能を搭載している。電源には単三の電池を使用する。
- FinePix S200EXR（2009年9月5日発売） - FinePix S100FSの後継。F200EXR同様1/1.6型スーパーCCDハニカムEXRを搭載。F70EXRに採用された「ぼかしコントロール」「連写重ね撮り」に対応。フィルムシミュレーションもS100FS同様搭載する。また、一度の撮影でRAW形式とJPEG画像を同時に撮影、記録するCCD-RAW＋JPEG機能も搭載。ただし、液晶画面が可動式ではなくなっている。
- FinePix S2500HD（2010年2月27日発売） - FinePix S1500の後継。ズームが18倍にまで拡大し、720p動画撮影にも対応、ミニHDMI端子を搭載する。
- FinePix HS10（2010年4月17日発売） - FinePixシリーズで初めて、裏面照射型CMOSセンサーを搭載。世界初となる、フジノン光学30倍マニュアルズームレンズも搭載。また、手ぶれ補正が5軸手ブレ補正に進化し、高倍率ズームやマクロ時もぶれにくい撮影が可能になった。動画撮影は、フルハイビジョン（MPEG-4 AVC／H.264）に対応。S200EXRでは省略されたマルチアングル液晶も搭載。最大で一秒間に1000コマ撮影できるハイスピード撮影や、連写合成で動作している被写体を自動的に省く動体キャンセル、逆に動体を多重化させる動体キャッチ機能等を搭載。電源は単三の電池を使用する。
- FinePix S2800HD（2010年8月7日発売） - S2500HDの後継。S2500HDの機能に加え、「ぐるっとパノラマ」と「フォトブックアシスト」を搭載したモデル。
- FinePix S3200（2011年2月11日発売） - FinePix S4000の兄弟機。ボディはS4000とほぼ同じだが、ズーム倍率がS4000は光学30倍ズームなのに対し、光学24倍ズームとなっている。一度のシャッターで1倍・1.4倍・2倍の三つの画像を撮れるズームアップ三枚撮り機能や、撮影範囲ガイドフレームを表示して、状況を確認できるねらい撮りズーム機能を搭載した。
- FinePix HS20EXR（2011年3月5日発売） - HS10の後継。センサーが、F550EXR同様新開発の1600万画素EXR-CMOSセンサーに。瞬速フォーカスを搭載し、最速0.16秒の合焦速度を謳う。プレミアムEXR AUTOに対応。電子水準器機能も搭載する。ただ、光学ズーム倍率はキヤノン・PowerShotSX30ISより劣る。
- FinePix S4000（2011年8月6日発売） - FinePix S3200の上位機種。搭載機能はほぼ同じで、唯一の違いは光学ズーム機能が30倍に強化されている。
- FinePix S4500（2012年2月11日発売） - S4000の後継。ぐるっとパノラマ機能を搭載するが、一枚ずつ撮影して合成するタイプになる。電池は単3の乾電池を使用する。
- FinePix HS30EXR（2012年2月11日発売） - HS20EXRの後継。EXR-CMOSセンサーの画素数はHS20EXRと同じだが、ISO3200以上で発生しやすいノイズをHS20EXRと比べて3割低減している。超解像2倍デジタルズームと併用して最大60倍ズームが可能。プレミアムEXRオートは三脚使用時の撮影パターンが追加されて103パターンに、顔キレイナビに顔がどんな向きになっても撮影できる顔追尾オートフォーカスを搭載した。また、REAL 3D W3に搭載されている3D2回撮りによる3D撮影にも対応した。更に、バッテリーが単三型電池×4本から大容量充電式リチウムイオンバッテリーに変更となり、撮影可能枚数が600枚に増加している。
- FinePix SL300（2012年8月11日発売） - 動画撮影がフルHDに対応し、S4500同様電子ビューファインダーも搭載した。ズームレバーはレンズ左に移動し、45ステップで細かな調整が可能。またホットアクセサリーシューも搭載し、TTLフラッシュ等も対応する。電池は充電式リチウムイオンバッテリーを使用。
- FinePix S8200 (2013年1月26日発売) - SL300同様電子ビューファインダーとズーミング用のサイドレバーを採用。超解像併用で最大80倍相当までの撮影が可能。
- FinePix HS50EXR(2013年2月23日発売) - HS30EXRの後継。センサーが、位相差画素を撮像面に配置した1/2型EXR CMOS IIになり、処理プロセッサもFUJIFILM X20及びX100S同様EXRプロセッサーIIに変更された。フルハイビジョン60フレーム/秒は勿論のこと、480コマ/秒のハイスピード撮影も可能。フォーカス速度は世界最速の0.05秒を実現。
- FinePix SL1000(2013年2月23日発売) - SL300の後継。ズームが光学50倍になり、超解像併用で最大100倍の撮影が可能。同日発売のHS50EXR同様、60フレーム/秒のフルハイビジョン撮影と、480コマ/秒のハイスピード撮影も可能。
- FinePix S1（2014年2月22日発売） - 50倍以上の光学ズーム搭載機として初めて、防塵防滴に対応。動画記録もフルハイビジョン60pに対応している。専用アプリを用いたスマート連携にも対応する。
- FinePix S9400W（2014年2月8日発売） - 22日発売のS1の下位機。同機と比べて、防塵防滴機能とRAW記録対応が削除されている。また、動画もフルハイビジョン対応だが60iになっている。単3乾電池でも利用可能。
- FinePix S8600（2014年2月22日発売） - S9400Wの下位機。センサーがCMOSではなくCCDになり、ズームも36倍にダウンしている。但し、3段沈胴になったため従来機種比で30%の薄型化を実現している。S9400W同様、単3乾電池駆動に対応。
- FinePix S9900W（2015年2月26日発売） - S9400Wの後継。開放F値2.9の50倍フジノン光学ズームレンズを搭載。超解像との併用で100倍相当の撮影も可能。動画撮影時の手ブレを大幅に抑制する5軸手ブレ補正も搭載されている。「FUJIFILM Camera Remote」でのリモート撮影も可能。

### FinePix XPシリーズ
2010年に登場した新シリーズ。防水・防塵・耐寒・耐衝撃機能を備えている。世界的な需要があるため、Xシリーズが主力となった2013年以降も商品展開が継続されている。
- FinePix XP10（2010年3月13日発売） - FinePix Z33WP後継。同機種の防塵・防滴に加え、1mの耐落下衝撃や-10度までの耐寒性能、720pのHD動画記録、「MyFinePix Studio」連携自動アップロード機能を追加。
- FinePix XP30（2011年3月12日発売） - XP10の後継。XP10と比べて、防水は5m防水に、耐落下衝撃は1.5mに強化された。-10度の耐寒、防塵性能も備える。XPシリーズで初めてCCDシフト式手ブレ補正機構も搭載。同時発表のF550EXR同様、GPS機能も搭載した。
- FinePix XP150（2012年2月11日発売） - XP30の後継。液晶の輝度がXP30に比べて倍になった。搭載されているGPS機能はトラックデータの記録にも対応し電子コンパスが搭載された。フルハイビジョン動画撮影にも対応する。
- FinePix XP50（2012年6月9日発売） - XP150の兄弟機で下位機種。防水・耐落下衝撃・耐寒・防塵性能性能はXP30と同じになっている。フルハイビジョン動画撮影やCMOSシフト式手ブレ補正機構も搭載する。
- FinePix XP60 (2013年1月26日発売) - XP50の後継。保護規格がIP68になり、水深6mまでの防水、1.5mからの耐衝撃性能、-10度までの耐寒、防塵に対応した。動画撮影もハイビジョンの60フレーム/秒に対応した。超解像併用で最大10倍相当までの撮影が可能。
- FinePix XP70（2014年2月22日発売） - XP60の後継。防水性能が、XP60に比べ水深10mと向上した。新たに、アクションカメラモードを搭載し、別売のアクションカメラレンズとの組み合わせで35mm判換算18mm相当での撮影が可能になる。
- FinePix XP80（2015年2月26日発売） - XP70の後継。XP70と比べて、耐衝撃が1.75m、防水は15m、耐寒は-10度と強化されている。また、内蔵のWiFiは「FUJIFILM Camera Application」によるリモート撮影にも対応した。
- FinePix XP90（2016年3月中旬→2016年2月18日発売） - XP80の後継。 防水・耐衝撃構造・耐寒・防塵性能はXP80と同じだが、液晶モニターが3型になり、設定した時間間隔で、任意の回数の自動撮影ができる「インターバルタイマー撮影」機能と同機能で撮影した画像をカメラ内で自動的に動画に変換する「タイムラプス動画」機能が搭載された。当初は2016年3月の発売予定だったが、市場からの反応が良好だったため販売日程を前倒しした[14]。
- FinePix XP120（2017年2月2日発売） - XP90の後継。防水機能が15mから20mへと強化。最大5秒間の動画を撮影し、指定したところだけを動かす「シネマグラフ」機能を新搭載[15]。
- FinePix XP130（2018年2月15日発売） - XP120の後継。新規にBluetooth low energyを搭載。最大撮影枚数が240枚に増加している。防水・防塵・耐衝撃性能はXP120と同様[16]。
- FinePix XP140（2019年3月20日発売[17]） - XP130の後継で、シリーズで初めて4K撮影が可能になった。また、XP130と比べ撮影可能水深は20mから25mへ、耐衝撃高度も1.75mから1.8mへと引き上げられた。撮影感度の上限を一段分向上しISO12800の高感度撮影も可能になっている。

## BIGJOBシリーズ
雨天時の撮影や工事現場などでの使用に特化され耐水性、防塵に優れたデジタルカメラ。ボタンも大きく軍手をしていても容易に扱える。

## axiaシリーズ
2001年に富士フイルムアクシアから発売された、同社発売のカセットテープと同じブランド名を持つコンパクトデジタルカメラシリーズ。液晶モニターはなく、ファインダーは光学式。レンズや解像度もFinePixと比べてローエンドのためトイデジカメに近い。

### IXシリーズ
単3アルカリ乾電池2本で動作し、デジタルカメラの入門機として位置付けられる。
- IX-1（2001年4月20日発売） - 重さ94g。30万画素CMOSイメージセンサ搭載。ストロボは非搭載。画像は8MBのSDRAMに保存される為、電池が切れると消失する。外部メモリーには対応していない。WEBカメラとして使用可能でスタンドが付属する。
- IX-20（2001年7月20日発売） - 重さ120g。35万画素CMOSイメージセンサを搭載し、64MBまでのスマートメディアに対応。WEBカメラとして使用可能。付属のAVケーブルでテレビ出力し撮影画像を確認できる。
- IX-130（2001年12月12日発売） - 重さ112g。131万画素CMOSイメージセンサと、36mm判で45mm相当の単焦点レンズを搭載し、20-30cmのマクロ撮影も可能。128MBまでのスマートメディアに対応する。テレビ出力による撮影画像確認にも対応。

### eyeplateシリーズ
カードサイズの超薄型デジタルカメラ。

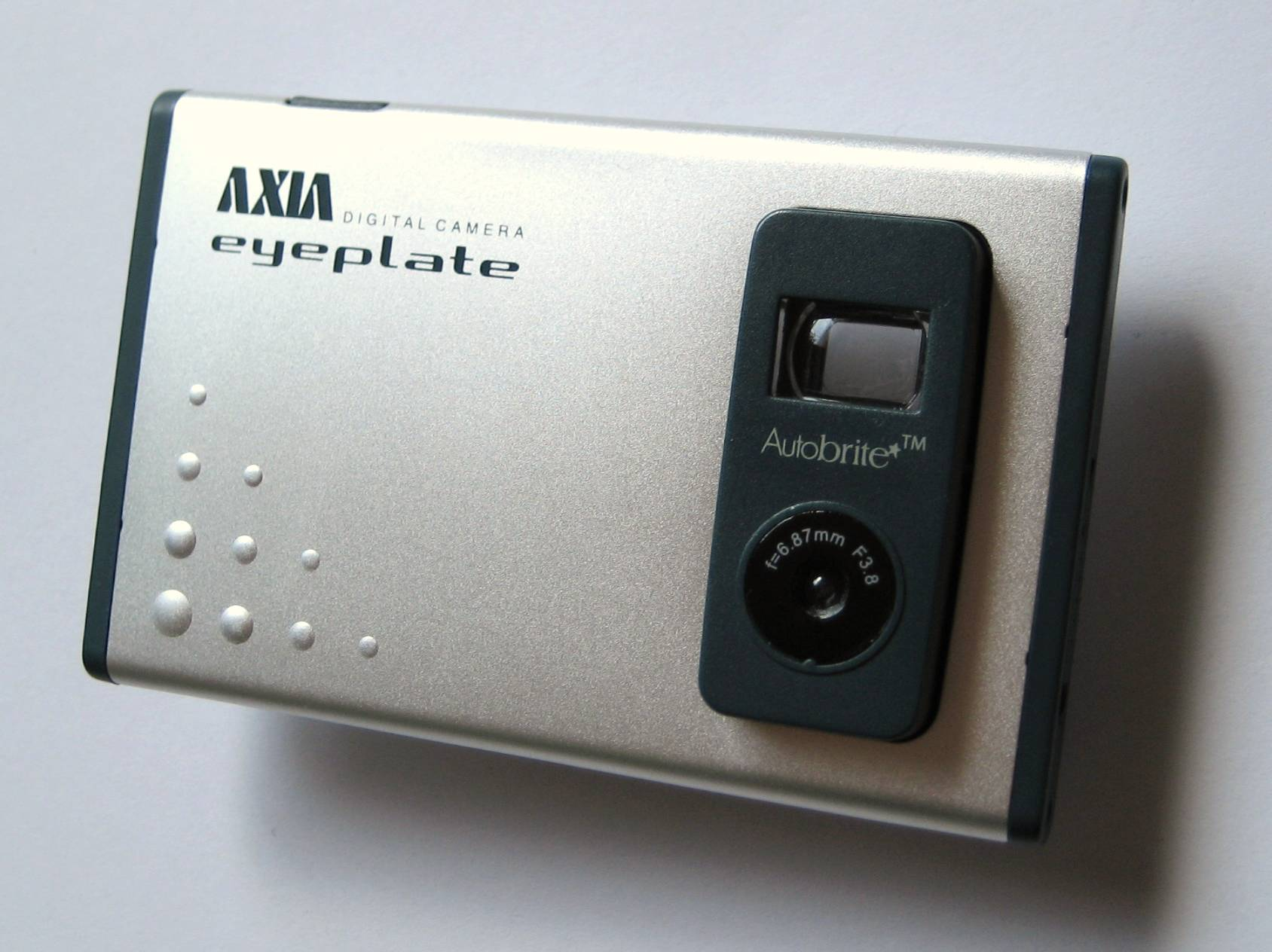
eyeplate

- eyeplate（2002年4月発売） - 厚さ6mm、重さ36g。31万画素CMOSイメージセンサ、135フィルムによる24×36mm（ライカ）判で47mm相当の単焦点レンズを搭載。8MBの内蔵メモリを内蔵、外部メモリーには対応していない。
- eyeplate mega（2003年6月発売） - eyeplateの後継機種。厚さ8mm、重さ40g。1.31メガピクセルCMOSイメージセンサ、135フィルムによる24×36mm（ライカ）判で46mm相当の単焦点レンズを搭載。16MBの内蔵メモリのほかSDメモリーカードも利用できる。

## その他デジタルカメラ
- Q1デジタル4.0Ir - 2005年2月発売。2001年発売のAPSコンパクトカメラ「ネクシアQ1」をそのままデジタルカメラ化したもの（寸法もほぼ同じ）。液晶モニター・内蔵メモリ・赤外線通信が搭載されている。ネクシアQ1は2006年までシリーズ展開されたが、当機種は2005年6月に早々と製造中止になった。
- A100（2009年2月21日発売） - エントリーモデル。単3乾電池使用のデジタルカメラとしては世界最薄の本体を採用。FinePixにおける顔キレイナビを搭載。使用可能なメモリカードはSD/SDHCのみ。
- GFX 50S（2017年2月28日発売） - 国内初の中判ミラーレス一眼デジタルカメラ。レンズマウントは新設計のGマウント、有効画素約5140万のベイヤーCMOSセンサーを搭載。
- Instax SQUARE SQ10（2017年5月19日発売） - 画像センサーとプリンターを内蔵した、言わば「デジカメ版のチェキ」。